# Jausiers
Jausiers est une commune française située dans le département des Alpes-de-Haute-Provence, en région Provence-Alpes-Côte d'Azur. Elle se trouve dans la vallée de l'Ubaye.
Ses habitants sont appelés les Jausiérois,.

## Géographie

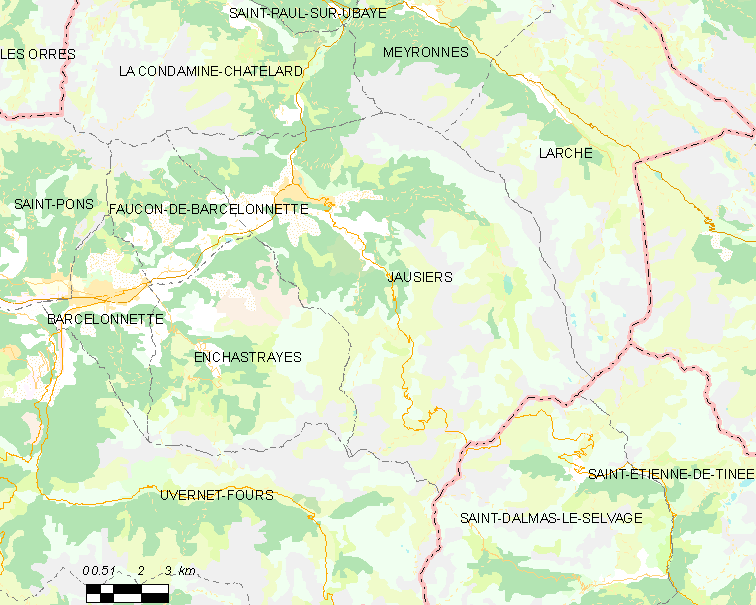
Jausiers et les communes voisines (cliquez sur la carte pour accéder à une grande carte avec la légende).

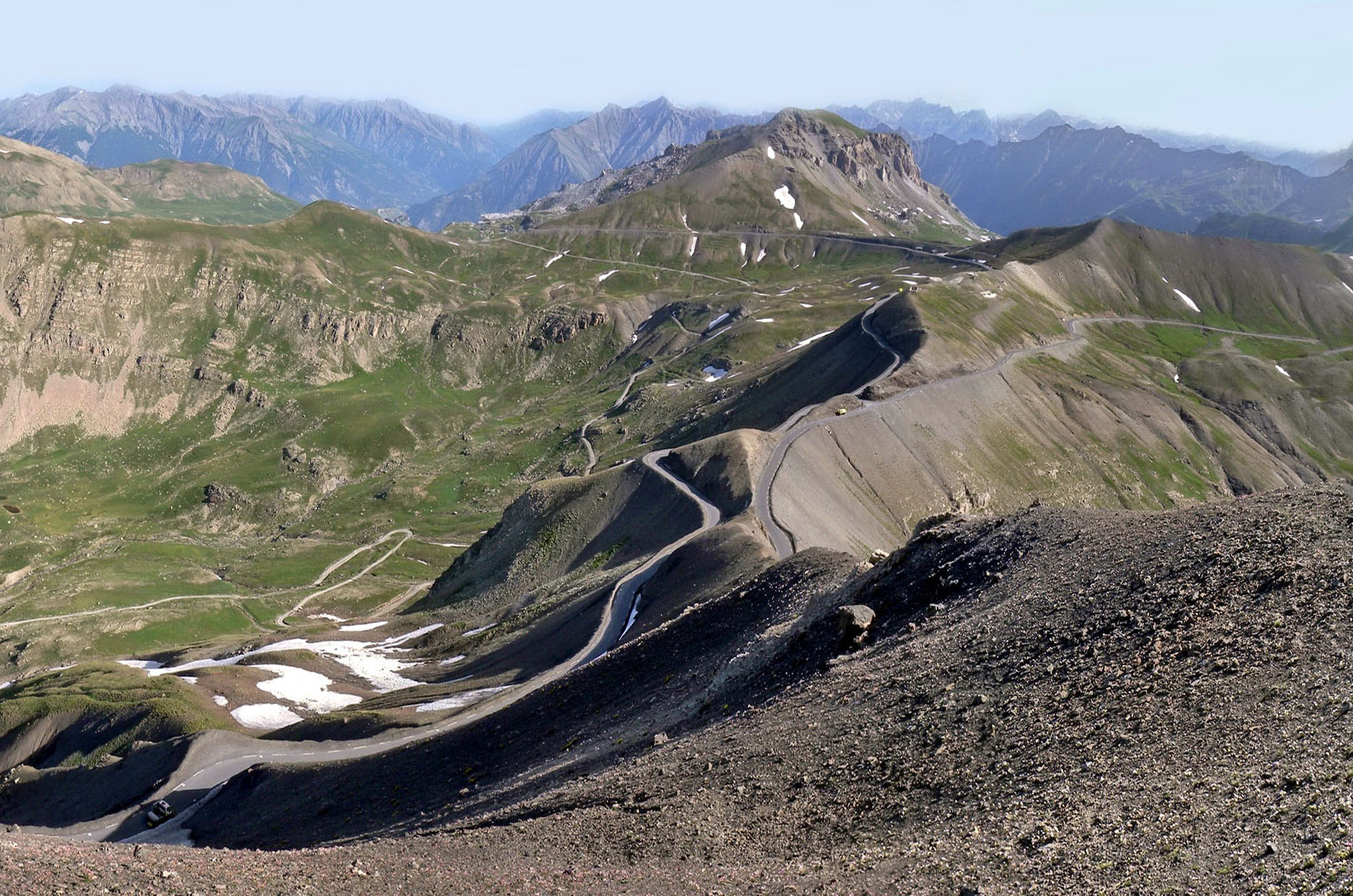
Col de la Bonette via la route de la Bonette.

La commune de Jausiers, seconde localité de la vallée de l'Ubaye en nombre d'habitants, occupe un emplacement stratégique à 1 250 m d’altitude. Elle se situe en effet à l'intersection de trois routes : celle venant d'Italie (par le col de Larche), celle venant des Hautes-Alpes (par le col de Vars), la route de la Bonette (ou de Nice) (par le col de la Bonette-Restefond), sans compter la RD 900 (ancienne route nationale 100), route vers la Haute-Provence.
Elle est à la limite entre la haute et la moyenne vallée de l’Ubaye. La commune proprement dite se situe sur la D 900, au pied du rocher du Chastel qui porte son clocher.
Le village a une organisation concentrique : 
- le cœur du village se compose de l'église, la mairie, une unique rue piétonne comportant les commerces principaux ;
- autour, diverses zones d'habitations, résidences, l'ancienne caserne du 11e bataillon de chasseurs alpins, la gendarmerie, et la Maison des produits de pays (magasin vendant des produits du terroir) ;
- des quartiers excentrés : les Magnans, au pied du château de même nom, le Moulin (au sud), Cocody (sur la route de Restefond, quartiers de petits chalets de bois originaux à louer).

Par ailleurs, un certain nombre de hameaux dépendant du village :

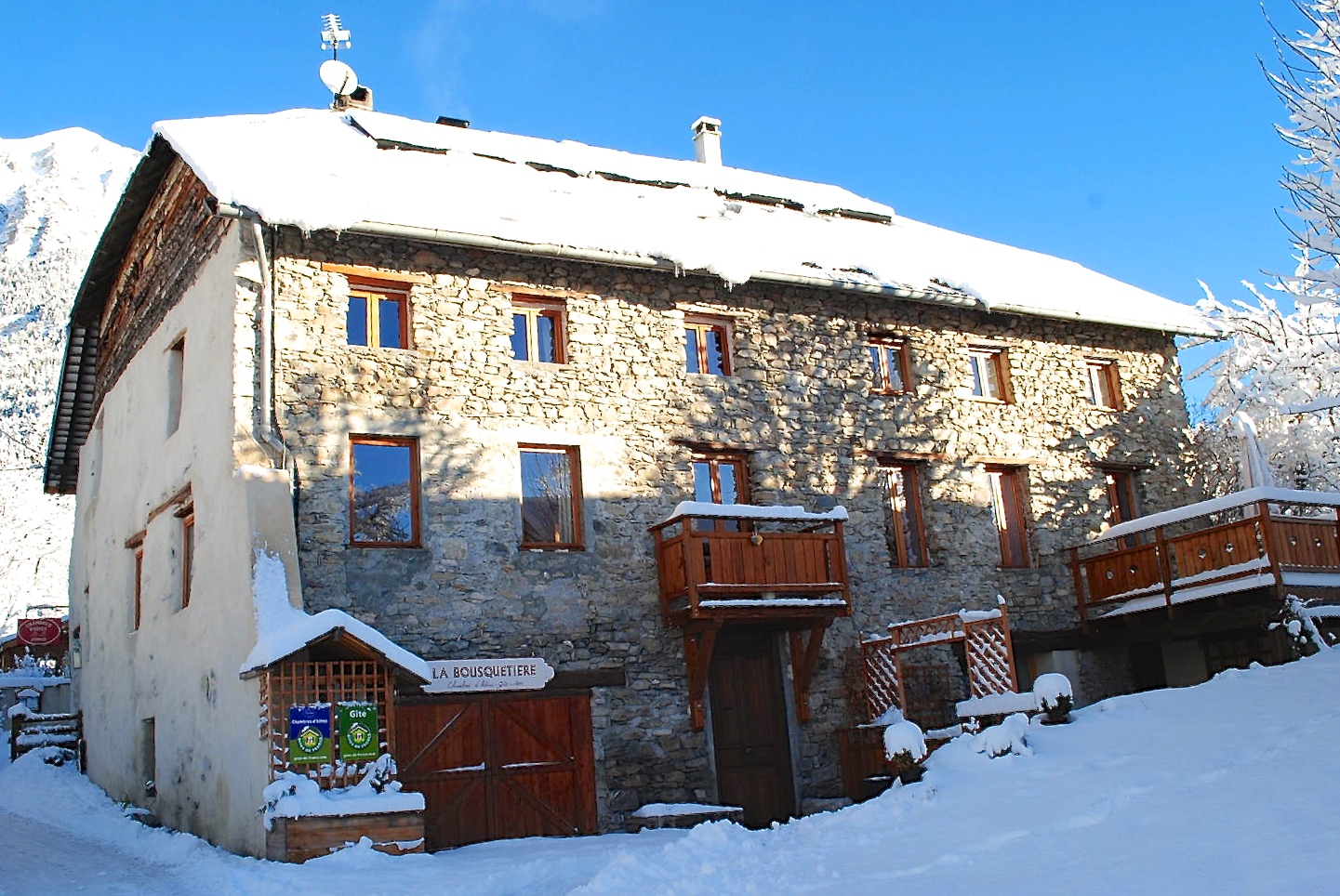
Hameau des Sanières.

- les Sanières : hameaux à l'ouest, au nord de la D 900 ;
- les Davis, Hauts et Bas, à 1 km à l'ouest près de la D 900 ;
- Lans, hameau d'altitude, sur la route de Restefond, à plus de 1 400 mètres d'altitude, où vivent plus de soixante habitants ;
- l'Ubac : village qui n'est plus abandonné depuis quelques années avec une famille y habitant en permanence, à l'entrée du  vallon des Sagnes. Situé dans une belle forêt de résineux appelé le "Grand Bois".

### Géologie
Lors des deux dernières grandes glaciations, la glaciation de Riss et la glaciation de Würm, les vallées de la commune sont envahies par les glaciers de l’Ubaye et ses glaciers affluents, dans la vallée du torrent d'Abriès et celles du Riou Versant et du torrent de Terres Plaines. Les sommets des crêtes n’ont jamais été recouverts.
Les marnes noires.

### Relief
Le village est au pied de deux montagnes : Pointe Fine (2 581 mètres) et Cuguret (2 912 mètres), un peu plus loin la Tête de Siguret (3 032 m) ; sur la route de Restefond, on trouve la Croix de l'Alpe (2 591 mètres), le Gerbier (reconnaissable à son sommet carré à 2 772 mètres), l'Empeloutier (somment arrondi à 2 820 mètres) et le Jas du Chamois (sommet vaguement rectangulaire à 2 811 mètres). Le col de Restefond est à 2 692 m d’altitude, le col de la Bonette (2 715 mètres) et avec la route de la Bonette forment la plus haute route d'Europe (2 802 mètres). La cime de la Bonette culmine à 2 860 mètres.

Montagnes à Jausiers.
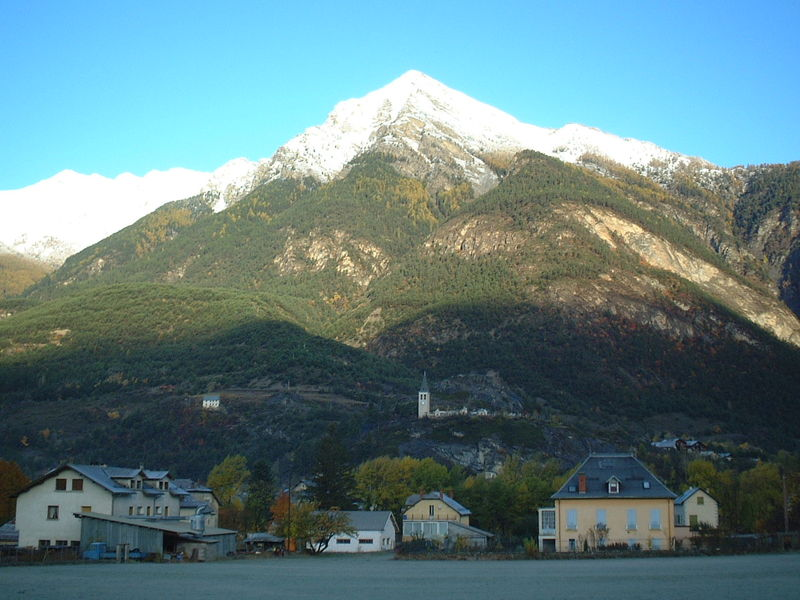
Jausiers, le sommet de "Pointe Fine" en arrière-plan.
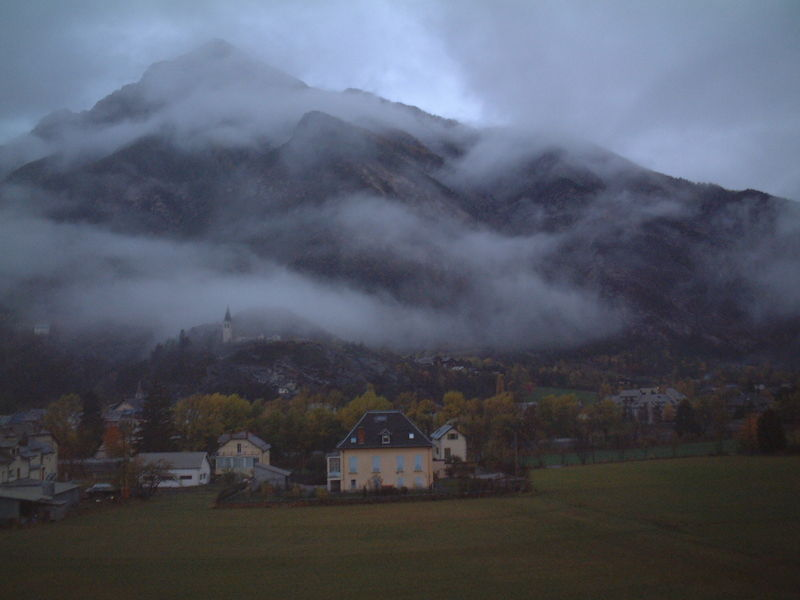
... et par temps couvert.
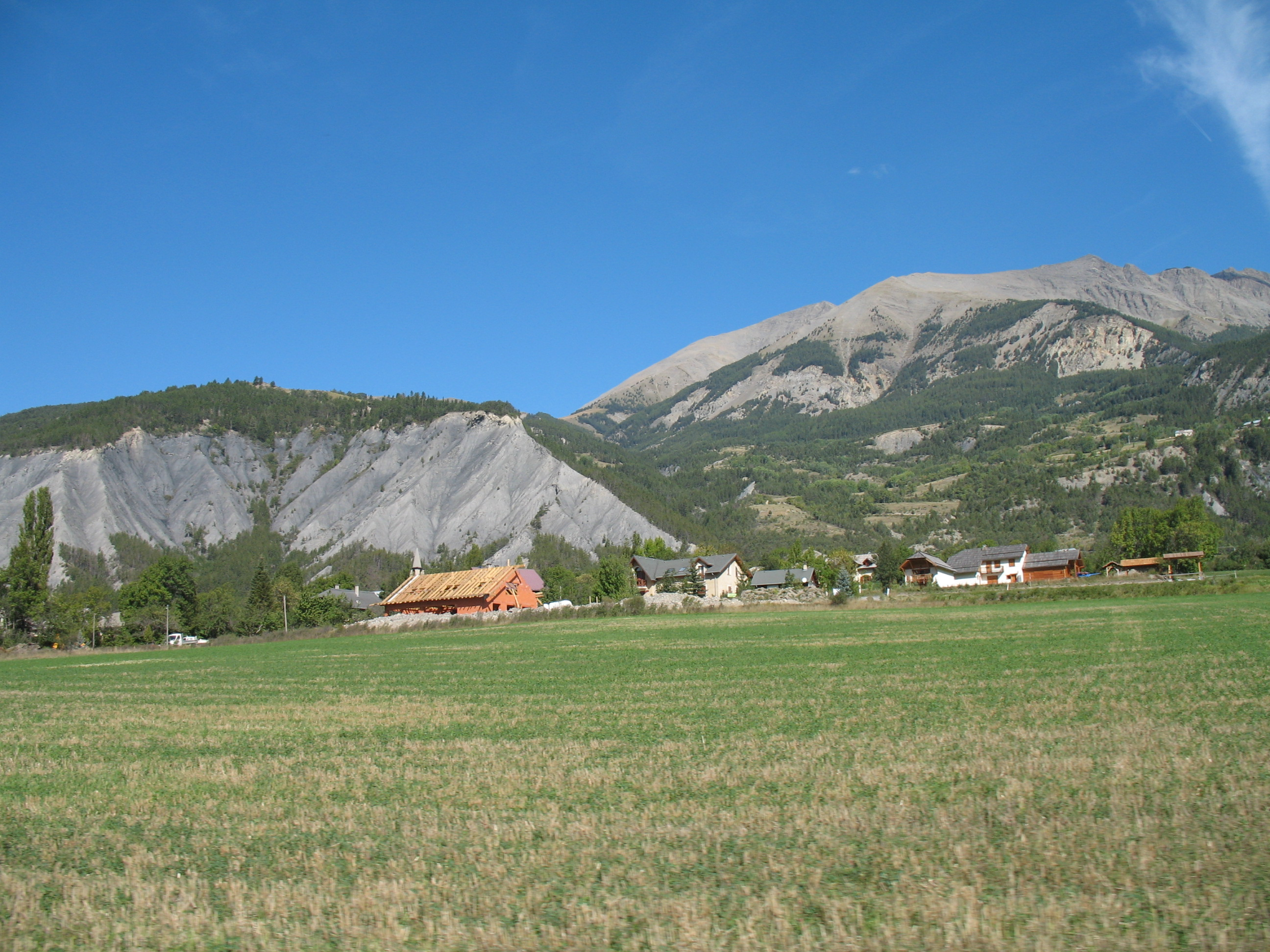
robines mises à nu par l’érosion. Ici le village de Faucon près de Jausiers.
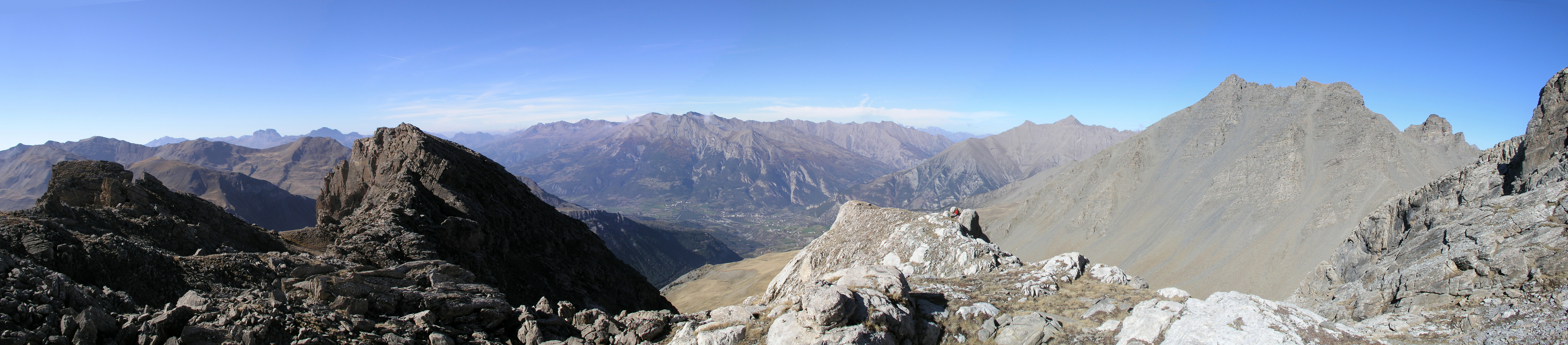
Vue panoramique de la vallée de l'Ubaye depuis l'Empeloutier.
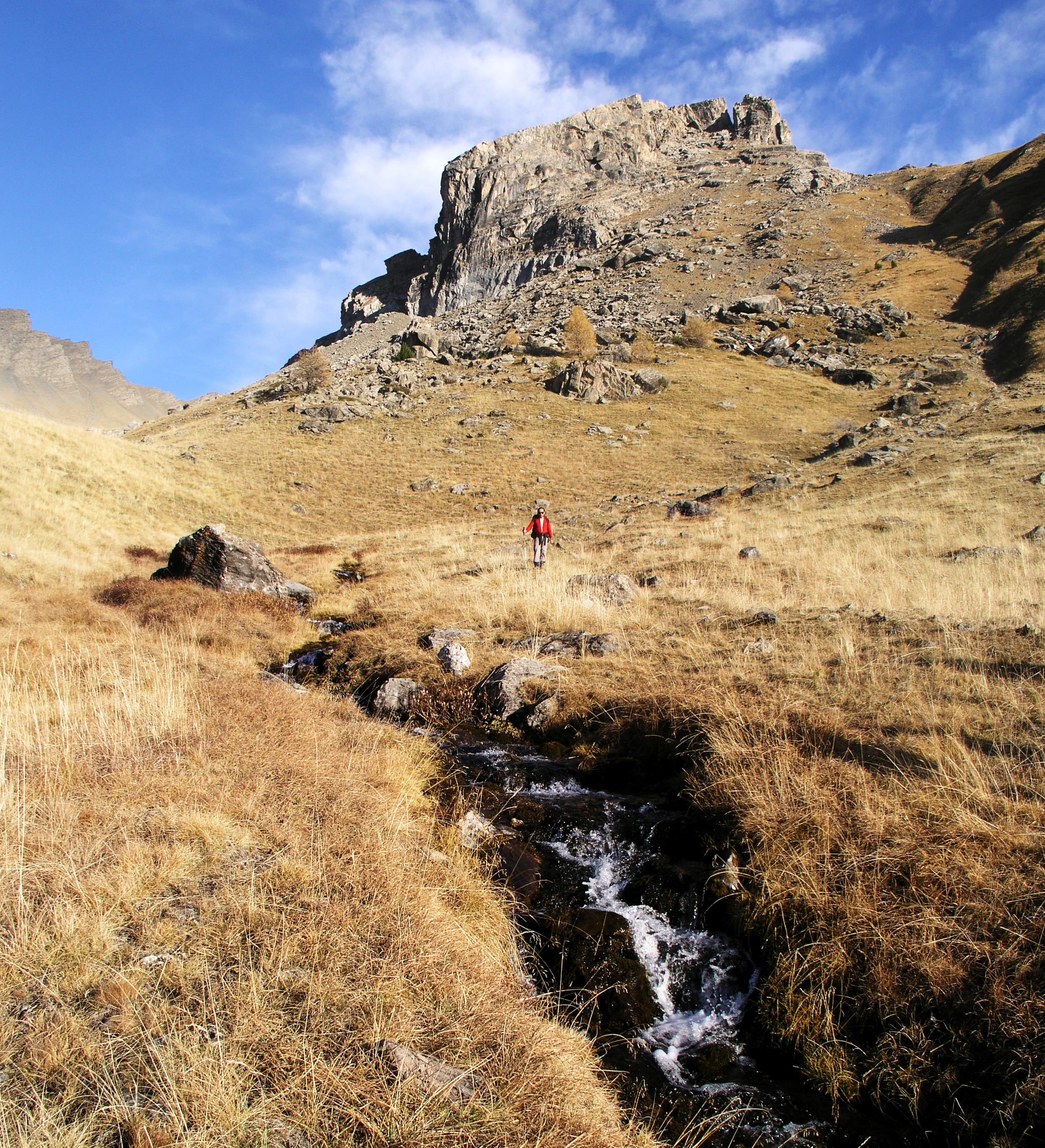
La tête de l'Empeloutier qui domine le vallon de Clapouse.

### Hydrographie
Jausiers est traversé par l'Ubaye, une rivière de 70 km qui prend sa source au col de Longet. Plusieurs torrents se jettent en elle sur le territoire de la commune :
- le torrent d'Abriès ;
- le torrent des Sanières ;
- le Riou-Versant (réunion en face de la Chalanette des torrents de Clapouse, venant de Restefond, et de Terres Pleines).

### Environnement
La commune compte 800 ha de bois et forêts, soit seulement 7,4 % de sa superficie.

### Risques naturels et technologiques
Aucune des 200 communes du département n'est en zone de risque sismique nul. Le canton de Barcelonnette auquel appartient Jausiers est en zone 1b (sismicité faible) selon la classification déterministe de 1991, basée sur les séismes historiques, et en zone 4 (risque moyen) selon la classification probabiliste EC8 de 2011. La commune de Jausiers est également exposée à quatre autres risques naturels :
- avalanche ;
- feu de forêt ;
- inondation (dans la vallée de l’Ubaye, qui inonde le village en 1957[8]) ;
- mouvement de terrain.

La commune de Jausiers est également exposée à un risque d’origine technologique, celui de transport de matières dangereuses par route. La départementale RD900 (ancienne route nationale 100) peut être empruntée par les transports routiers de marchandises dangereuses.
Le plan de prévention des risques naturels prévisibles (PPR) de la commune a été approuvé en 2006 pour les risques d’avalanche, d’inondation, de mouvement de terrain et de séisme mais le Dicrim n’existe pas.
La commune a été l’objet de plusieurs arrêtés de catastrophe naturelle en 2008 pour des inondations et des coulées de boue.
La commune a été victime de nombreux tremblements de terre ; la liste de ceux qui ont eu une intensité macro-sismique ressentie supérieure à V sur l’échelle MSK (dormeurs réveillés, chutes d’objets) suit (les intensités indiquées sont celles ressenties dans la commune, l’intensité peut être plus forte à l’épicentre) :
- le séisme du 23 février 1887, d’une intensité ressentie à Jausiers de VI et demi et dont l’épicentre était situé à Bussana Vecchia[13],
- le séisme du 19 mars 1935, d’une intensité ressentie à Jausiers de VI et demi et dont l’épicentre était situé à Saint-Clément-sur-Durance[14],
- le séisme du 17 février 1947, d’une intensité ressentie à Jausiers de V et dont l’épicentre était situé dans le Piémont italien[15],
- le séisme du 17 février 1949, d’une intensité ressentie à Jausiers de V et dont l’épicentre était situé à Barcelonnette[16],
- le séisme du 20 juin 1955, d’une intensité ressentie à Jausiers de V et dont l’épicentre était situé dans le Piémont italien[17],
- le séisme du 5 avril 1959, d’une intensité ressentie à Jausiers de VII (occasionnant des destructions) et dont l’épicentre était situé à Saint-Paul-sur-Ubaye[18].

La commune compte également un mouvement de terrain actif. Il s'agit d'un pan de la montagne de Roche-Plombée, au-dessus du ravin des Sanières (au nord-ouest du village). L'effondrement, commencé en 2011, se réactive à partir du 4 août 2013 et concerne une zone de 500 mètres de large sur 300 mètres de haut sur l'adret du ravin. Le glissement dure une partie du mois d'août sans obstruer totalement le torrent.
Le 7 avril 2014, un séisme de magnitude 4,8 a été ressenti dans la région. L’épicentre se situait à 10 km au nord-ouest de Jausiers, dans le massif du Parpaillon.

### Toponymie

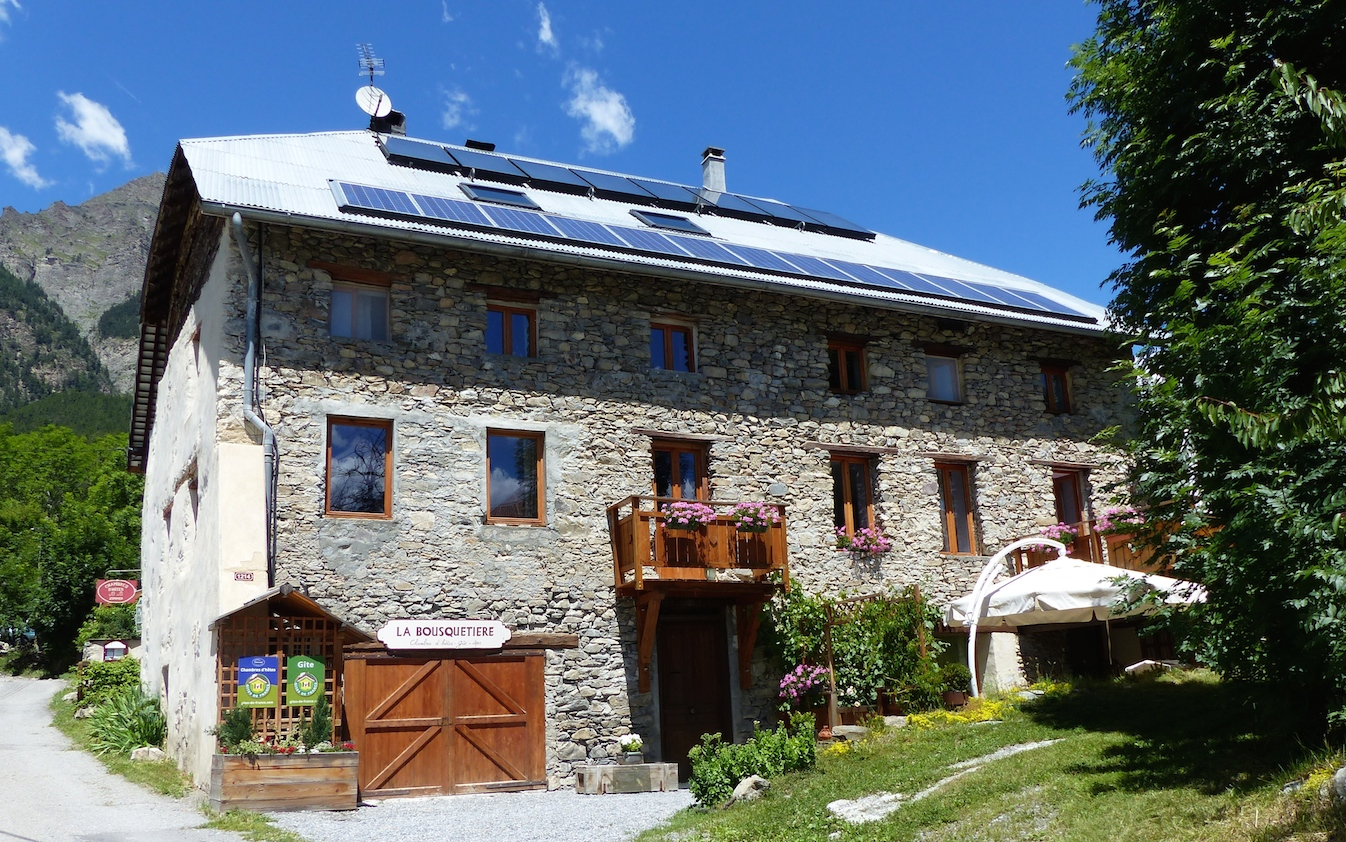
Hameau des Sanières au mois de juillet.

- Jausiers : Le nom de la commune apparaît pour la première fois dans les textes vers 1151-1152 (in Gauserio). Son nom serait tiré d’un nom propre germanique, Gauzerius[23]. Le nom du village est Joousiér en valéian[24][réf. non conforme],[25][réf. non conforme] et le gentilé des habitants est, en valéian, lous Joousierencs[24][réf. non conforme],[25][réf. non conforme]
- Sanières : Le nom du quartier vient des « sagnes » (= roseaux) qui veut dire prairies marécageuses (Francois Arnaud)[26]. Il nous dit qu'en valéian, il se dit « Saniéras » et se décompose en deux termes locaux « Sagna »-« iéra » que l'on traduit « aire des sagnes ». Anciennement beaucoup de zones de sources et d'eaux sourdant difficiles à capter ont disparu, ou disparaissent avec les drainages. Le temps a passé et là, il n'est plus très clair du lieu précis où se trouvaient ces « sagnes » transformés en prés.
- Magnan: Vient de la culture du ver à soie. C'est le lieu de sa culture qui est la magnanerie, où l'on pratique la sériciculture, l'exploitant est le magnan. L'ancienne caserne de Jausiers était une usine de magnanerie.

### Communes limitrophes
| La Condamine-Châtelard                | La Condamine-Châtelard, Meyronnes         | Larche                                   |
| Faucon-de-Barcelonnette, Enchastrayes | Jausiers                                  | Larche                                   |
| Uvernet-Fours                         | Saint-Dalmas-le-Selvage (Alpes-Maritimes) | Saint-Étienne-de-Tinée (Alpes-Maritimes) |

### Climat
Pour des articles plus généraux, voir Climat de Provence-Alpes-Côte d'Azur et Climat des Alpes-de-Haute-Provence.
En 2010, le climat de la commune est de type climat de montagne, selon une étude du Centre national de la recherche scientifique s'appuyant sur une série de données couvrant la période 1971-2000. En 2020, Météo-France publie une typologie des climats de la France métropolitaine dans laquelle la commune est exposée à un climat de montagne ou de marges de montagne et est dans la région climatique Alpes du sud, caractérisée par une pluviométrie annuelle de 850 à 1 000 mm, minimale en été.
Pour la période 1971-2000, la température annuelle moyenne est de 8 °C, avec une amplitude thermique annuelle de 16,8 °C. Le cumul annuel moyen de précipitations est de 897 mm, avec 5,7 jours de précipitations en janvier et 6,6 jours en juillet. Pour la période 1991-2020, la température moyenne annuelle observée sur la station météorologique installée sur la commune est de 8,2 °C et le cumul annuel moyen de précipitations est de 676,5 mm. 
La température maximale relevée sur cette station est de 37,6 °C, atteinte le 23 août 2023 ; la température minimale est de −24 °C, atteinte le 12 février 1999,,.
| Mois                                  | jan.           | fév.           | mars         | avril          | mai           | juin          | jui.            | août            | sep.            | oct.          | nov.           | déc.            | année     |
| ------------------------------------- | -------------- | -------------- | ------------ | -------------- | ------------- | ------------- | --------------- | --------------- | --------------- | ------------- | -------------- | --------------- | --------- |
| Température minimale moyenne (°C)     | −6,2           | −6,1           | −2,7         | 0,4            | 4,3           | 7,6           | 9,3             | 9,2             | 6               | 2,8           | −1,7           | −4,9            | 1,5       |
| Température moyenne (°C)              | −0,9           | 0,2            | 4,1          | 7,2            | 11,4          | 15,4          | 17,7            | 17,4            | 13,2            | 9             | 3,5            | −0,2            | 8,2       |
| Température maximale moyenne (°C)     | 4,4            | 6,4            | 11           | 13,9           | 18,6          | 23,3          | 26,1            | 25,7            | 20,4            | 15,3          | 8,7            | 4,5             | 14,9      |
| Record de froid (°C) date du record   | −22 12.01.1987 | −24 12.02.1999 | −18 01.03.05 | −11 14.04.1998 | −8 05.05.1991 | −4,5 01.06.06 | −1,5 09.07.1996 | −0,5 29.08.1995 | −4,5 14.09.1996 | −10 29.10.12  | −18 20.11.1999 | −20,5 29.12.05  | −24 1999  |
| Record de chaleur (°C) date du record | 17 29.01.08    | 20 24.02.20    | 24 30.03.12  | 27 08.04.11    | 31 29.05.01   | 37 28.06.19   | 37,5 14.07.15   | 37,6 23.08.23   | 33,5 05.09.06   | 28,9 08.10.23 | 20 01.11.20    | 17,5 14.12.1994 | 37,6 2023 |
| Précipitations (mm)                   | 43,8           | 35,2           | 40,6         | 56,2           | 62            | 58,2          | 46,1            | 48,3            | 62,6            | 79,4          | 84,7           | 59,4            | 676,5     |

| Diagramme climatique                                  |             |            |             |           |             |             |             |           |             |             |             |
| J                                                     | F           | M          | A           | M         | J           | J           | A           | S         | O           | N           | D           |
| 4,4−6,243,8                                           | 6,4−6,135,2 | 11−2,740,6 | 13,90,456,2 | 18,64,362 | 23,37,658,2 | 26,19,346,1 | 25,79,248,3 | 20,4662,6 | 15,32,879,4 | 8,7−1,784,7 | 4,5−4,959,4 |
| Moyennes : • Temp. maxi et mini °C • Précipitation mm |             |            |             |           |             |             |             |           |             |             |             |

Les paramètres climatiques de la commune ont été estimés pour le milieu du siècle (2041-2070) selon différents scénarios d'émission de gaz à effet de serre à partir des nouvelles projections climatiques de référence DRIAS-2020. Ils sont consultables sur un site dédié publié par Météo-France en novembre 2022.

## Urbanisme

### Typologie
Au 1er janvier 2024, Jausiers est catégorisée bourg rural, selon la nouvelle grille communale de densité à 7 niveaux définie par l'Insee en 2022.
Elle est située hors unité urbaine. Par ailleurs la commune fait partie de l'aire d'attraction de Barcelonnette, dont elle est une commune de la couronne,. Cette aire, qui regroupe 11 communes, est catégorisée dans les aires de moins de 50 000 habitants,.

### Occupation des sols
L'occupation des sols de la commune, telle qu'elle ressort de la base de données européenne d’occupation biophysique des sols Corine Land Cover (CLC), est marquée par l'importance des forêts et milieux semi-naturels (92,7 % en 2018), en diminution par rapport à 1990 (93,6 %). La répartition détaillée en 2018 est la suivante : 
espaces ouverts, sans ou avec peu de végétation (43,9 %), milieux à végétation arbustive et/ou herbacée (24,6 %), forêts (24,2 %), zones agricoles hétérogènes (5,1 %), zones urbanisées (1,2 %), prairies (1 %).
L'évolution de l’occupation des sols de la commune et de ses infrastructures peut être observée sur les différentes représentations cartographiques du territoire : la carte de Cassini (XVIIIe siècle), la carte d'état-major (1820-1866) et les cartes ou photos aériennes de l'IGN pour la période actuelle (1950 à aujourd'hui).

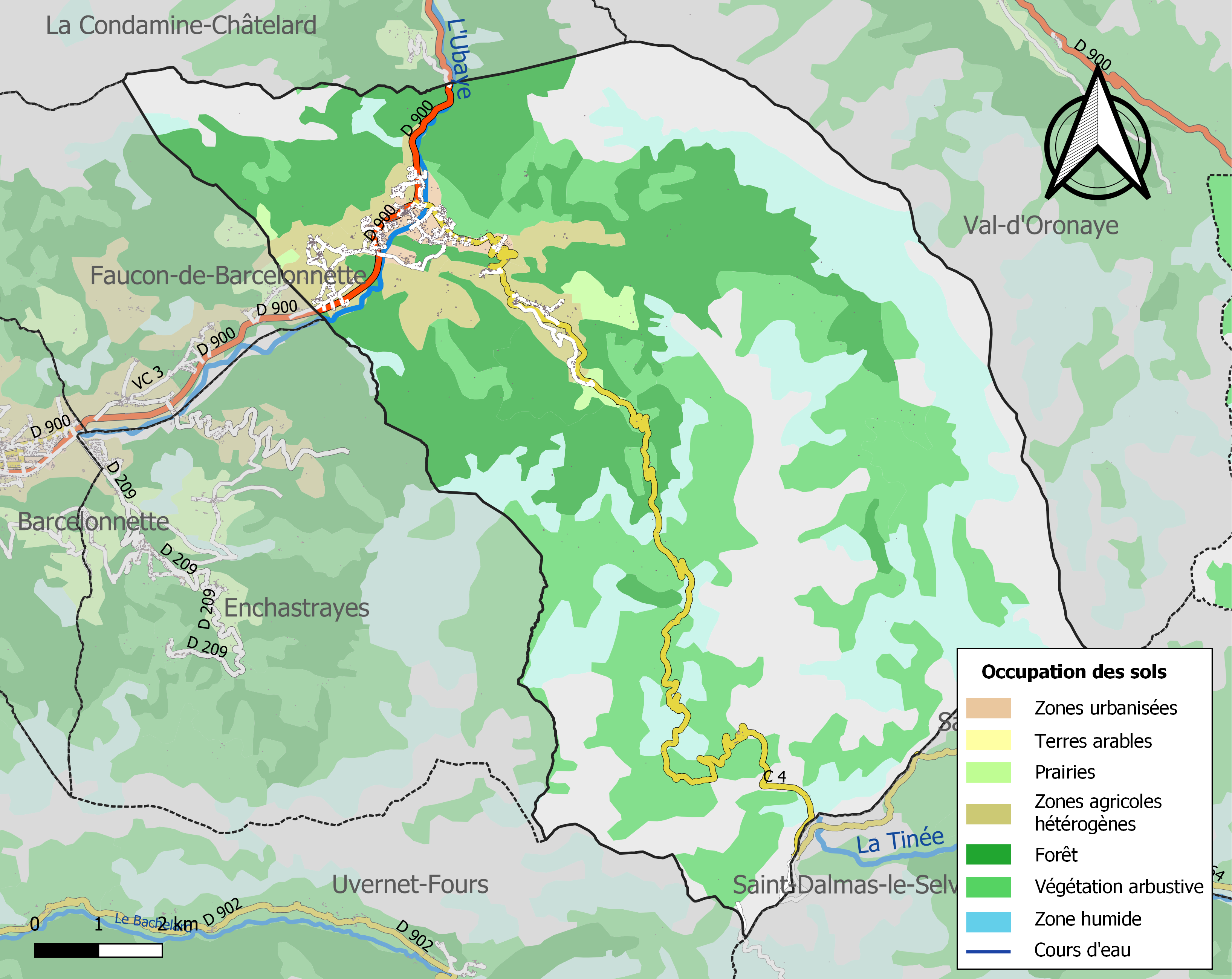
Carte de l'occupation des sols de la commune en 2018 (CLC).

Le tableau ci-dessous présente l'occupation des sols détaillée de la commune en 2018, telle qu'elle ressort de la base de données européenne d’occupation biophysique des sols Corine Land Cover (CLC).
| Type d’occupation                                                                   | Pourcentage | Superficie (en hectares) |
| ----------------------------------------------------------------------------------- | ----------- | ------------------------ |
| Tissu urbain discontinu                                                             | 1,2 %       | 134                      |
| Prairies et autres surfaces toujours en herbe                                       | 1,0 %       | 103                      |
| Systèmes culturaux et parcellaires complexes                                        | 2,5 %       | 271                      |
| Surfaces essentiellement agricoles interrompues par des espaces naturels importants | 2,6 %       | 285                      |
| Forêts de conifères                                                                 | 22,9 %      | 2484                     |
| Forêts mélangées                                                                    | 1,2 %       | 134                      |
| Pelouse et pâturages naturels                                                       | 19,7 %      | 2132                     |
| Landes et broussailles                                                              | 1,4 %       | 148                      |
| Forêt et végétation arbustive en mutation                                           | 3,6 %       | 390                      |
| Roches nues                                                                         | 25,0 %      | 2710                     |
| Végétation clairsemée                                                               | 18,9 %      | 2044                     |
| Source : Corine Land Cover                                                          |             |                          |

## Histoire
Des traces d’occupation de l’âge du fer (sépultures) ont été retrouvées au XIXe siècle.
Dans l’Antiquité tardive, Jausiers fait partie de la vallis Moccensis, d’après le nom de la famille romaine des Moccii, qui devait posséder des domaines importants dans les vallées. : elle dépend, sur le plan religieux, de l’archevêché de Turin. Le nom évolue ensuite en vallis Muscio (XIIe siècle), vallium Mucii (XIIIe siècle), puis au XIVe siècle, en Vallis Montii, c’est-à-dire le Val-des-Monts, district de la vallée de Barcelonnette qui a existé jusqu’au XVIIIe siècle.
Le fief dépend des comtes de Provence jusqu’en 1388, avant de passer aux comtes de Savoie jusqu’en 1713 (traité d'Utrecht). Ce traité rattache toute la vallée de l'Ubaye à la France.
Le village vivait en partie de l’industrie de la soie, du XVIe au XXe siècle. Durant la Révolution, la commune compte une société patriotique, créée après la fin de 1792. Le hameau de Lans a été pillé durant les guerres de la Révolution par un escadron hongrois de l'armée autrichienne.
Le coup d'État du 2 décembre 1851 commis par Louis-Napoléon Bonaparte contre la Deuxième République provoque un soulèvement armé dans les Basses-Alpes, en défense de la Constitution. Après l’échec de l’insurrection, une sévère répression s’abat sur ceux qui se sont levés pour défendre la République, dont un habitant de Jausiers.
Comme de nombreuses communes du département, Jausiers se dote d’écoles bien avant les lois Jules Ferry : en 1863, elle compte déjà sept écoles dispensant une instruction primaire aux garçons (au chef-lieu, et dans les principaux hameaux : les Sanières, les Payans, la Frache, Lans et la Chalanette). La loi Falloux (1851) imposant une école de filles dans les communes de plus de 800 habitants, Jausiers en possède trois en 1861 (nombre qui redescend à deux en 1872). La deuxième loi Duruy (1877) lui permet, grâce aux subventions de l’État, de reconstruire quatre de ses écoles, au chef-lieu, aux Sanières, à Lans et à la Frache.
Quelques petites industries se sont développées au XIXe siècle.
La commune de Jausiers est durement touchée par la Première Guerre mondiale, avec 53 morts. Une souscription publique afin de financer la construction du monument aux morts. Une autre souscription, de fin 1919 à 1921, a lieu dans toute la vallée de l'Ubaye et permet de financer un monument aux 509 morts de la vallée, érigé à Barcelonnette par Paul Landowski.
De mai 1916 à novembre 1917, à l'initiative du député local André Honnorat, Jausiers a accueilli le "Bataillon universitaire serbe" (avec une petite annexe à Mont-Dauphin). Constitué de lycéens et d'étudiants évacués de leur pays après qu'il fut envahi, fin 1915-début 1916, par les armées austro-hongroises, allemandes et bulgares, ce bataillon avait pour objectifs de les conduire au baccalauréat et/ou de leur apporter une formation militaire pour devenir officiers de réserve, et participer ainsi à la future libération de leur pays. 300 à 400 élèves y passèrent, pour une durée de séjour de quelques mois,,.
En février 1939, 68 réfugiés espagnols, arrivés en France lors de la Retirada, sont accueillis et hébergés à la Frache. Plus tard, les réfugiés espagnols sont recrutés dans les compagnies de travailleurs étrangers. En mai 1939, la 95e CTE arrive des Hautes-Alpes pour travailler aux fortifications du sous-secteur de Jausiers, du côté du col de Restefond.
En 1962, la commune accueille à nouveau des réfugiés : des familles de harkis sont installées dans un hameau de forestage et effectuent des travaux d’entretien de la forêt pour le compte des Eaux et Forêts.
En 1982, le maire lance une station de ski à la Frache. Elle est dotée de trois remonte-pentes, et dispose de 7 km de pistes. Aux 1,8 million de francs de l’aménagement initial, se rajoutent en 1983 1,4 million pour les canons à neige. La station emploie jusqu’à 15 salariés, mais ne parvient pas à l’équilibre budgétaire, et ferme en 1992. Deux remonte-pentes sont démontés.

### Héraldique
| Blason de Jausiers | Blason  | D'argent à un coq d'or becqué, crêté et membré de gueules, soutenu de deux épis de blé aussi d'or passés en sautoir.                      |
| Blason de Jausiers | Détails | Il y a là non-respect de la règle de contrariété des couleurs : ces armes sont fautives. Le statut officiel du blason reste à déterminer. |

## Économie

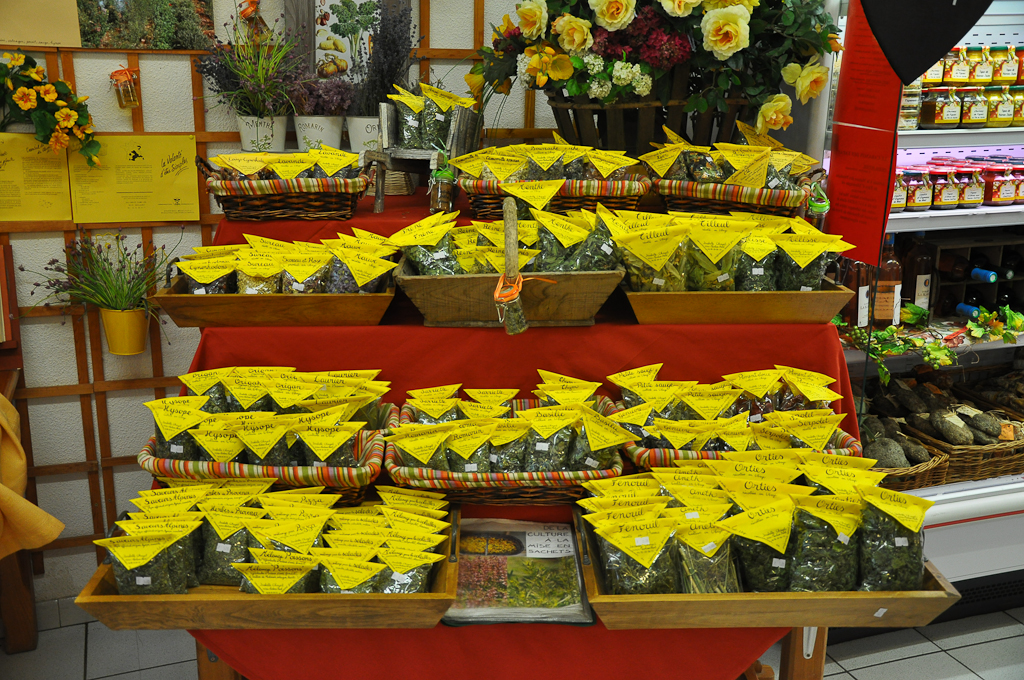
Maison des produits du terroir.

### Aperçu général
En 2009, la population active s’élevait à 502 personnes, dont 21 chômeurs (26 fin 2011). Ces travailleurs sont majoritairement salariés (81 %) et travaillent majoritairement hors de la commune (55 %).

### Agriculture
Fin 2010, le secteur primaire (agriculture, sylviculture, pêche) comptait 27 établissements actifs au sens de l’Insee (exploitants non professionnels inclus) et aucun emploi salarié.
Le nombre d’exploitations professionnelles, selon l’enquête Agreste du ministère de l’Agriculture, est de 14 en 2010. Il était de 13 en 2000, de 28 en 1988. Sur ces 14 agriculteurs, 60 % sont de jeunes agriculteurs. Actuellement, ces exploitants sont soit des éleveurs ovins, soit des polyculteurs. En dehors d'un apiculteur, la totalité sont éleveurs ovins avec un petit peu de brebis et de chèvres laitières. Tous les alpages de la commune sont réservés aux éleveurs de Jausiers. De 1988 à 2000, la surface agricole utile (SAU) a baissé, de 1 202 ha à 873 ha, avant de retrouver en 2010 un niveau équivalent de celui 1988, à 1 218 ha, mais avec une SAU par exploitation qui a doublé entre-temps, à 87 ha.

### Industrie
Fin 2010, le secteur secondaire (industrie et construction) comptait 22 établissements, employant 21 salariés.
Une zone artisanale regroupe 10 entreprises dont 7 sont liées au bâtiment. Une partie non négligeable des ressources communales provient de deux micro-centrales hydro-électriques.
Le petit « plus » de la commune est une biscuiterie complètement artisanale, réouverte depuis (environ) 2012 et appelée : " La réserve de l'écureuil ". Jausiers possède aussi une galerie d'Art et un petit commerce de céramique superbe. Le moulin d'Abriès est le seul moulin encore en activité sur la centaine qui existait au XIXe siècle dans la vallée de l'Ubaye. Il fonctionne depuis 1713 et commercialise toujours sa farine de blé et d'épeautre; les visiteurs se pressent pour découvrir ses entrailles et les explications détaillées du propriétaire.

Le moulin d’Abriès.
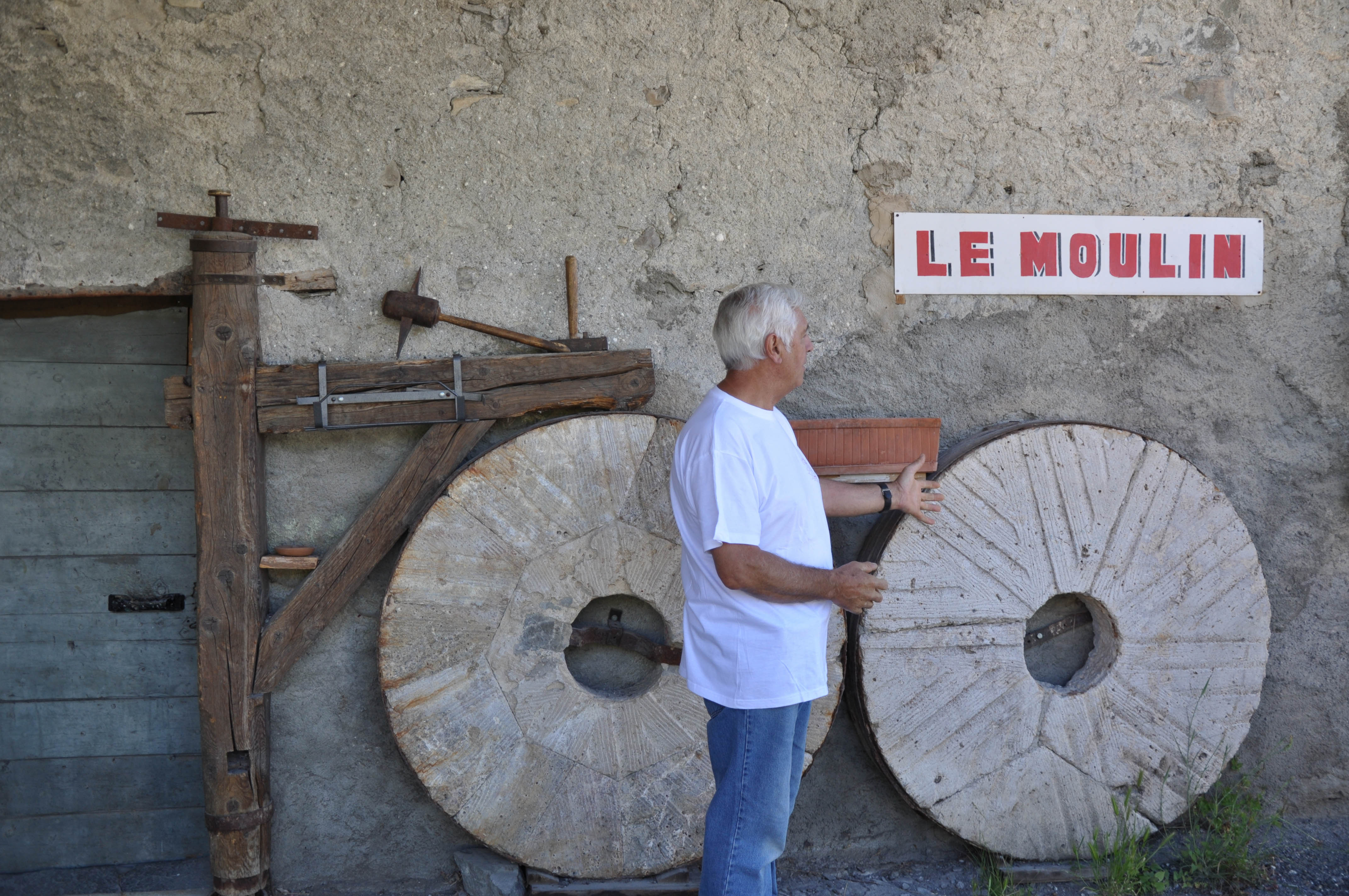
Vieilles meules.
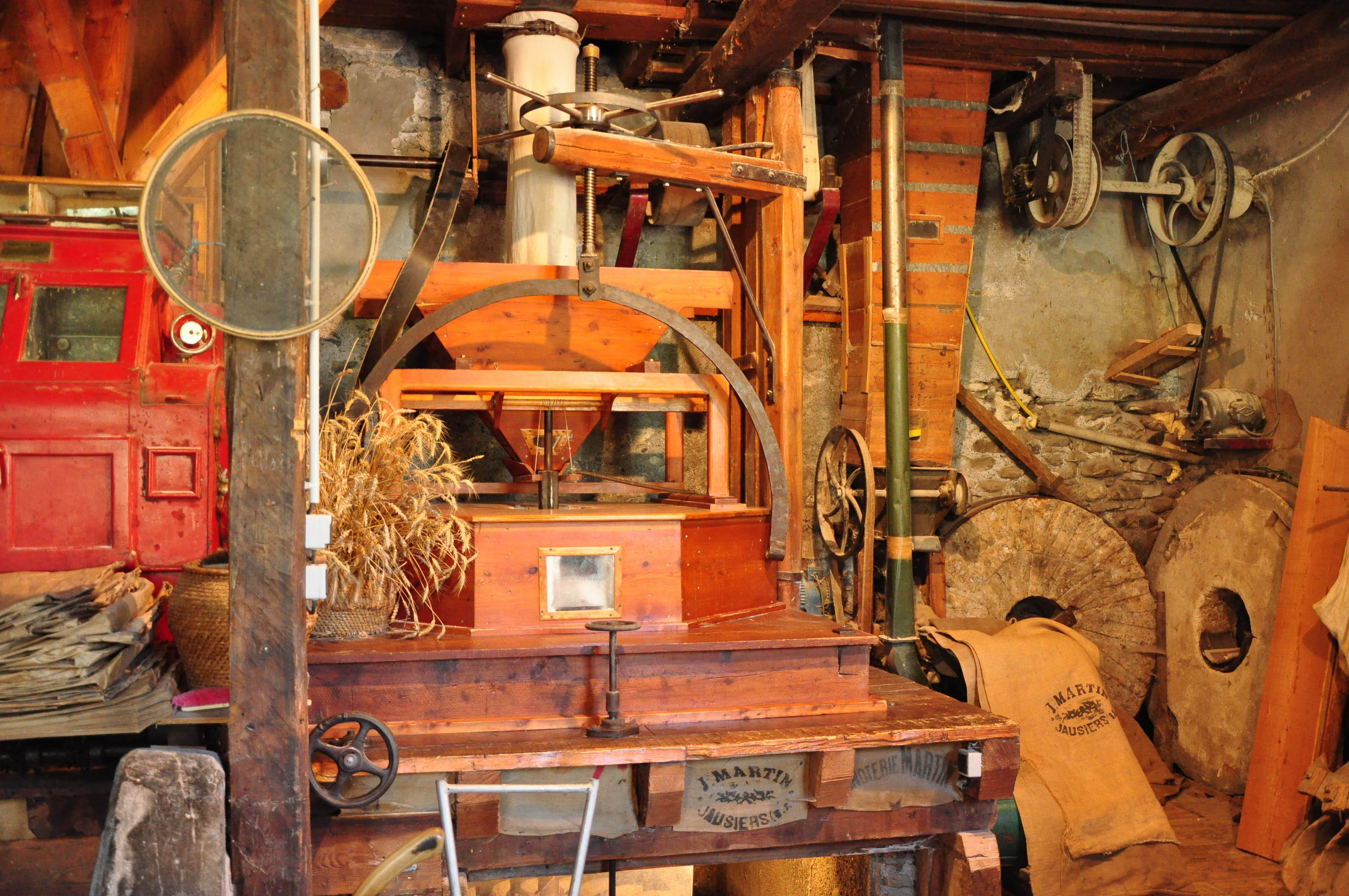
Écrasement du blé.
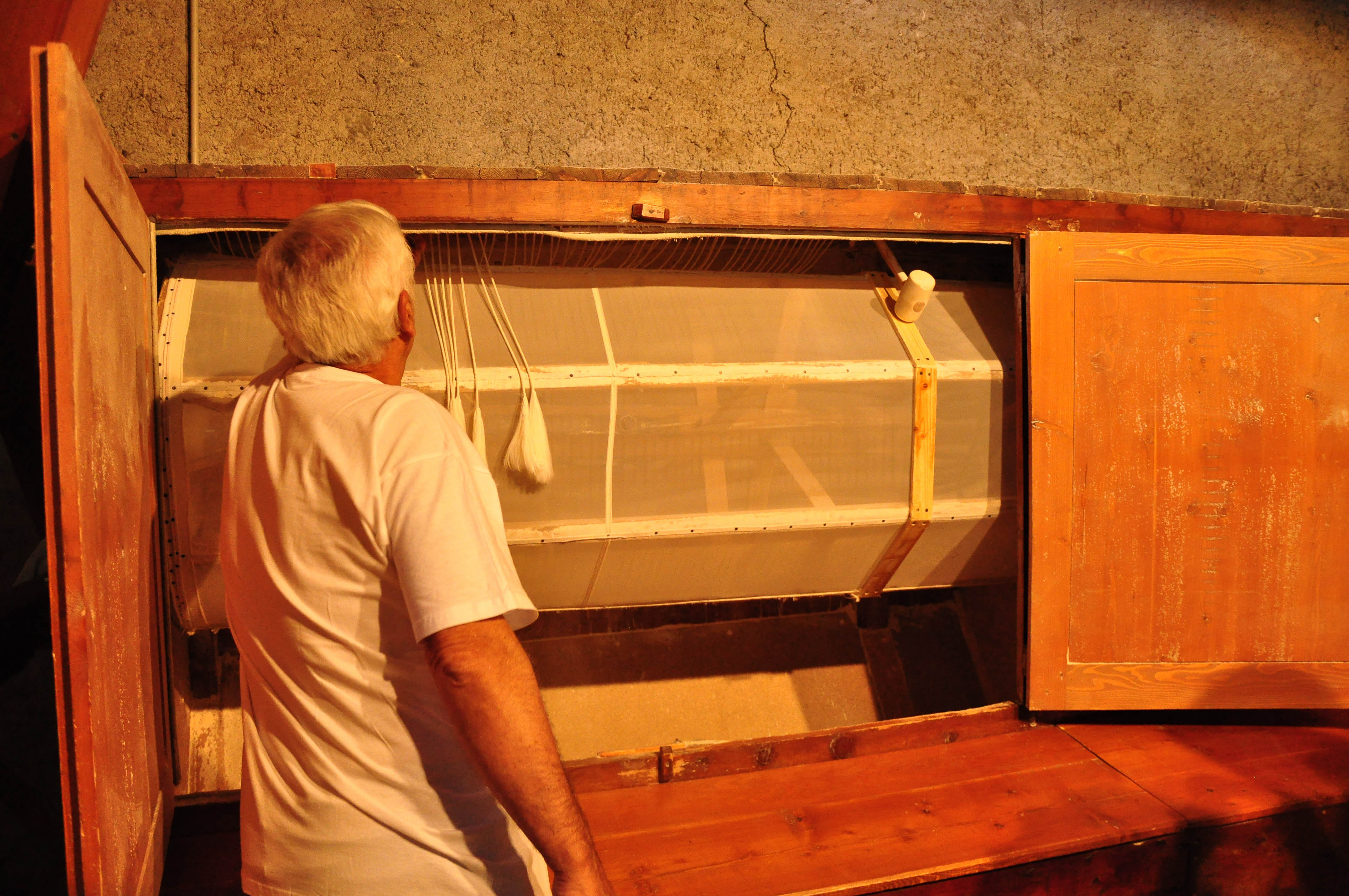
Bluterie.

### Activités de service
Fin 2010, le secteur tertiaire (commerces, services) comptait 72 établissements (avec 44 emplois salariés), auxquels s’ajoutent les 25 établissements du secteur administratif (regroupé avec le secteur sanitaire et social et l’enseignement), salariant 24 personnes.
D'après l’Observatoire départemental du tourisme, la fonction touristique est moyennement importante pour la commune, avec entre un et cinq touristes accueillis par habitant, l’essentiel de la capacité d'hébergement étant non marchande. Néanmoins plusieurs structures d’hébergement à finalité touristique existent dans la commune :
- au moins quatre hôtels en 2008[68] (un hôtel non classé[69], un hôtel classé une étoile, deux classés deux étoiles[70] et une résidence hôtelière[71]). Les hôtels classés avaient une capacité de 44 chambres (non comptés l’hôtel non classé et la résidence hôtelière)[72] ;
- un camping classé deux étoiles[73] avec une capacité de 36 emplacements[74] ;
- plusieurs meublés, labellisés[75] ou non labellisés[76];
- des chambres d’hôtes[77] ;
- plusieurs hébergements collectifs[78].

Les résidences secondaires apportent un complément appréciable à la capacité d’accueil : au nombre de 669, elles représentent plus de la moitié des logements. Parmi les résidences secondaires, 437 possèdent plus d’un logement,.

## Politique et administration

### Liste des maires

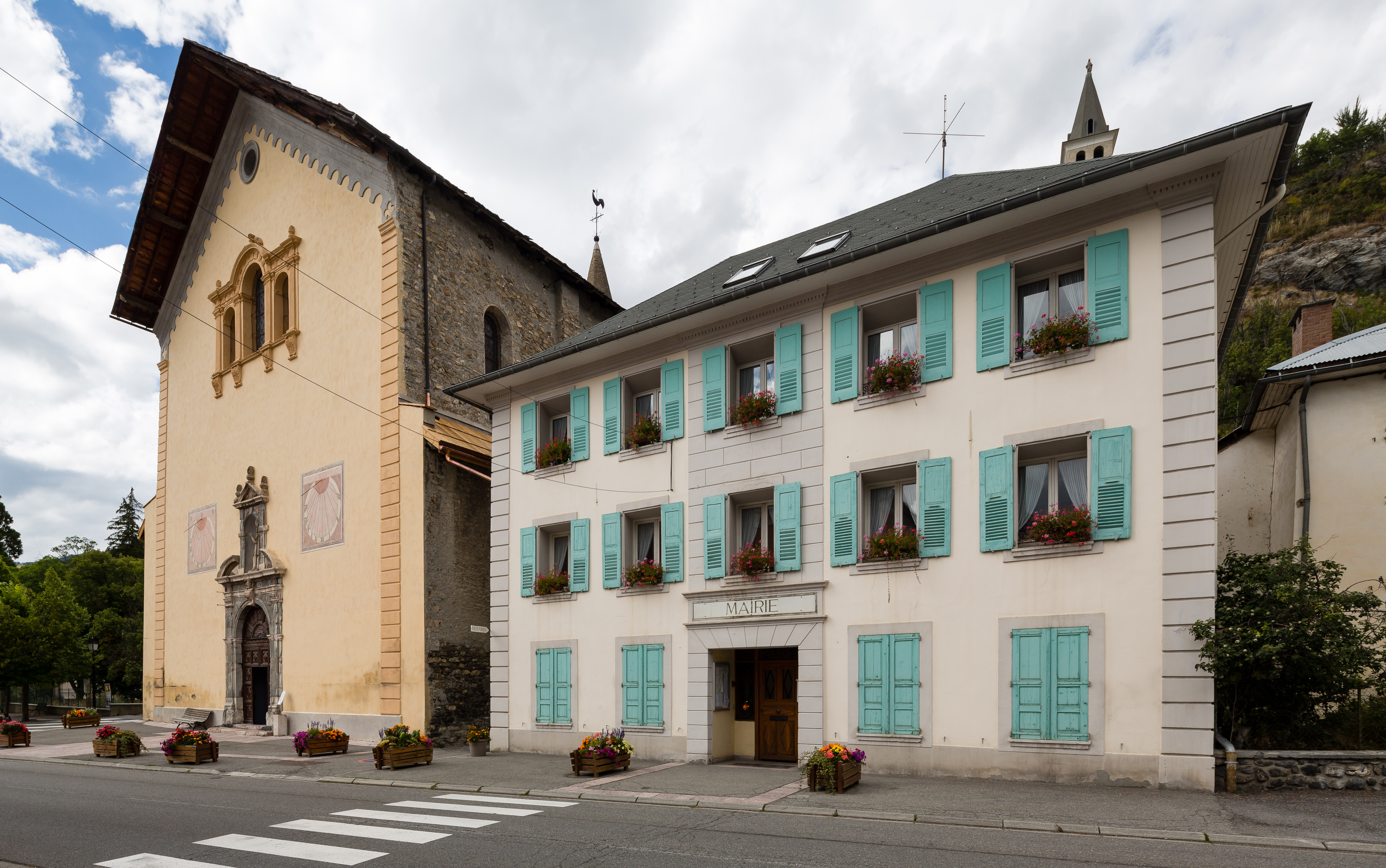
L'ancienne mairie, près de l’église.

| Période                                  | Période   | Identité              | Étiquette | Qualité                                                   |
| ---------------------------------------- | --------- | --------------------- | --------- | --------------------------------------------------------- |
| Les données manquantes sont à compléter. |           |                       |           |                                                           |
| mai 1945                                 |           | Édouard Caire         |           |                                                           |
|                                          |           |                       |           |                                                           |
| années 1980                              |           | Jean-Laurent Cogordan |           |                                                           |
| mars 1989                                | mars 2008 | Jean-Pierre Aubert    | PS        | Maire de Barcelonnette de 2008 à 2014                     |
| mars 2008                                | 2020      | Lucien Gilly,         | PS,       | Conseiller général du canton de Barcelonnette (2004-2015) |
| mai 2020                                 | En cours  | Jacques Fortoul       |           | Retraité                                                  |

### Intercommunalité
Jausiers a fait partie, de 1993 à 2016, de la communauté de communes Vallée de l'Ubaye, puis depuis le 1er janvier 2017 de la communauté de communes Vallée de l'Ubaye Serre-Ponçon.

### Jumelage
Depuis 1995, Jausiers est jumelée avec Arnaudville, en Louisiane (États-Unis), fondé au début du XIXe siècle par les frères Arnaud de Jausiers.

### Enseignement
La commune est dotée d’une école primaire.
Une brigade de gendarmerie de proximité est implantée à Jausiers. Elle est doublée d'un peloton de surveillance et d'intervention (PSIG).

## Démographie
L'évolution du nombre d'habitants est connue à travers les recensements de la population effectués dans la commune depuis 1765. Pour les communes de moins de 10 000 habitants, une enquête de recensement portant sur toute la population est réalisée tous les cinq ans, les populations de référence des années intermédiaires étant quant à elles estimées par interpolation ou extrapolation. Pour la commune, le premier recensement exhaustif entrant dans le cadre du nouveau dispositif a été réalisé en 2004.

En 2022, la commune comptait 1 142 habitants, en évolution de +1,15 % par rapport à 2016 (Alpes-de-Haute-Provence : +2,84 %, France hors Mayotte : +2,11 %).
| 1765  | 1793  | 1800  | 1806  | 1821  | 1831  | 1836  | 1841  | 1846  |
| ----- | ----- | ----- | ----- | ----- | ----- | ----- | ----- | ----- |
| 1 870 | 1 673 | 1 661 | 1 852 | 1 690 | 1 903 | 1 885 | 2 004 | 1 893 |

| 1851  | 1856  | 1861  | 1866  | 1872  | 1876  | 1881  | 1886  | 1891  |
| ----- | ----- | ----- | ----- | ----- | ----- | ----- | ----- | ----- |
| 1 830 | 1 692 | 1 717 | 1 615 | 1 513 | 1 520 | 1 412 | 1 625 | 1 583 |

| 1896  | 1901  | 1906  | 1911  | 1921  | 1926  | 1931  | 1936  | 1946  |
| ----- | ----- | ----- | ----- | ----- | ----- | ----- | ----- | ----- |
| 1 759 | 1 797 | 1 795 | 1 924 | 1 120 | 1 025 | 1 022 | 1 478 | 1 019 |

| 1954 | 1962 | 1968 | 1975 | 1982 | 1990 | 1999 | 2004  | 2006  |
| ---- | ---- | ---- | ---- | ---- | ---- | ---- | ----- | ----- |
| 990  | 696  | 628  | 681  | 747  | 860  | 896  | 1 002 | 1 013 |

| 2009  | 2014  | 2019  | 2022  | - | - | - | - | - |
| ----- | ----- | ----- | ----- | - | - | - | - | - |
| 1 095 | 1 134 | 1 132 | 1 142 | - | - | - | - | - |

| 1315     |
| -------- |
| 144 feux |

## Lieux et monuments

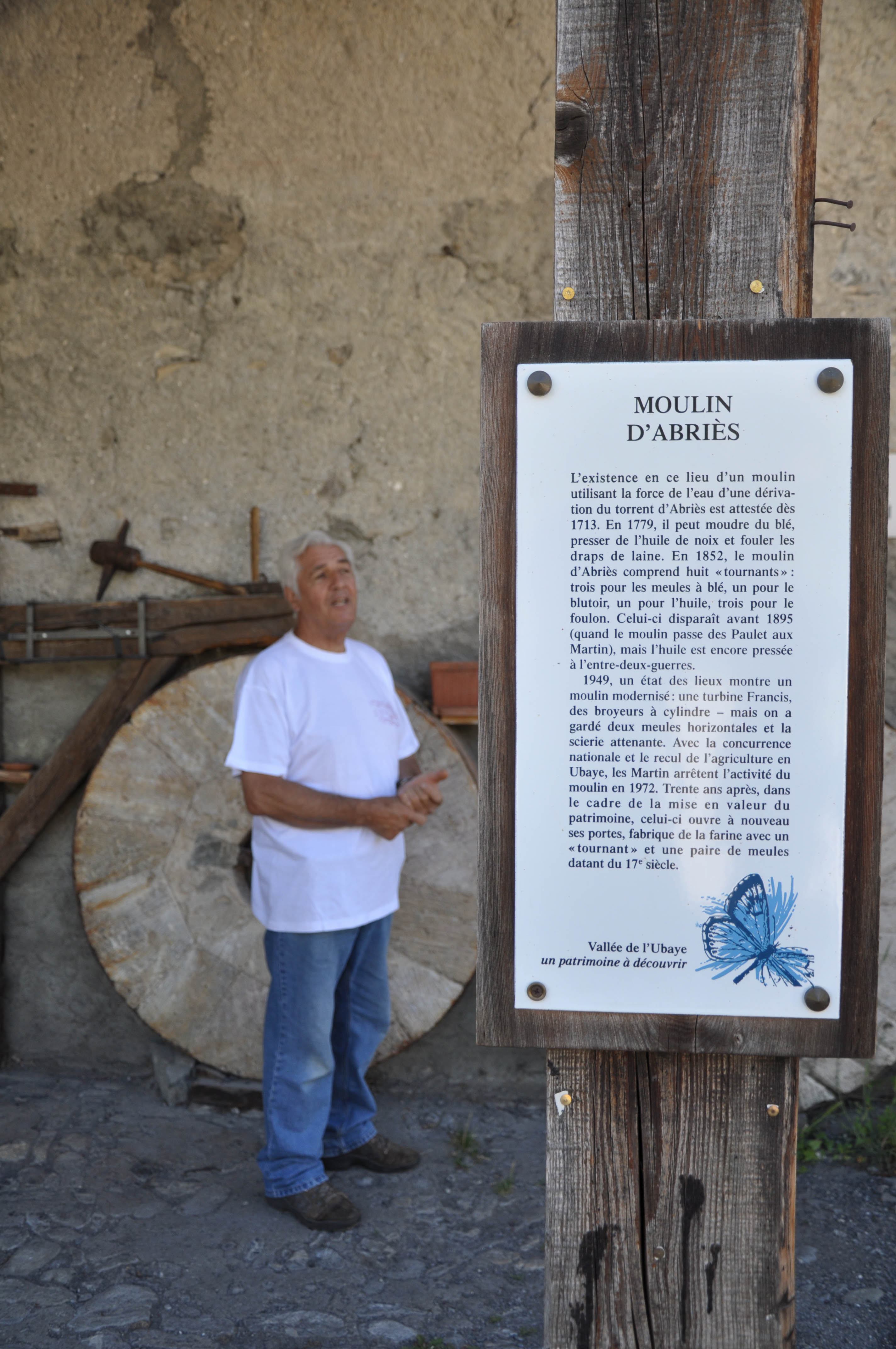
Moulin d'Abriès.

### Architecture civile et fonctionnelle
- Moulin d'Abriès (moulin à eau reconstitué en état de marche, se visite l'été, vente de farine) ;
- ancienne filature de soie, route de Saint-Paul-sur-Ubaye[95].

Sur la place de l’église, une maison date de 1748. Dans la Grand-Rue, une maison est datée de 1784, et voisine avec des constructions de style roman, mais probablement du XVIIe siècle .
La fontaine des Sanières, avec un bassin de forme ovale, date de 1793. Une autre date de 1808.

#### Villas des Mexicains

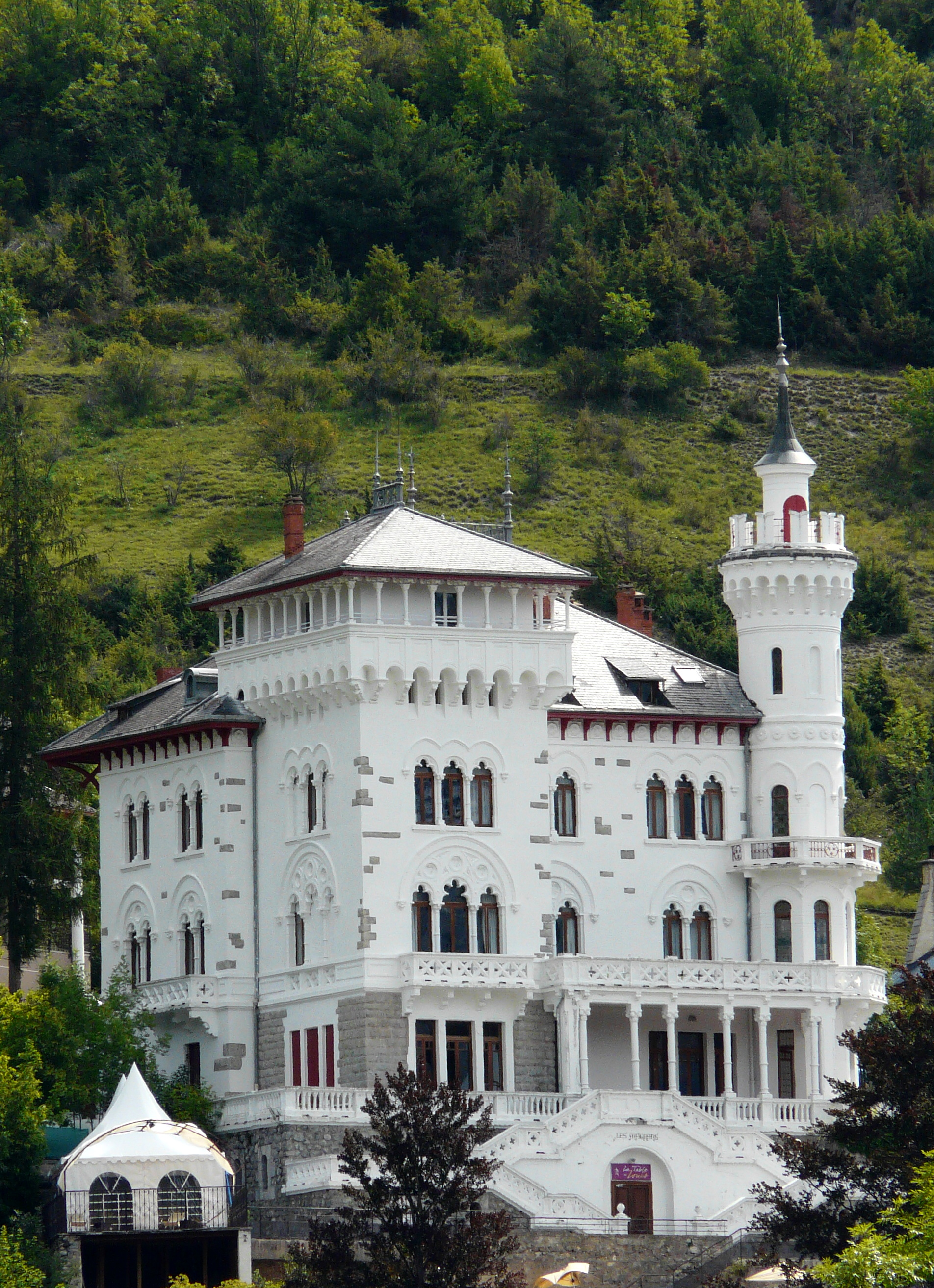
Le Château des Magnans.

La commune compte plusieurs villas « mexicaines », construites par des habitants ayant fait fortune au Mexique au XIXe siècle et au début du XXe siècle, dont :
- le château des Magnans : construit entre 1903 et 1913, ce manoir a une architecture gothique de fantaisie, inspirée de celle du château de Neuschwanstein, construit en Bavière par Louis II de Wittelsbach, mais aussi aux châteaux toscans tel que le château de Vicchiomaggio. Il est orné d’un dessus-de-porte en bas-relief de Clodion, représentant un cortège de bacchantes et un vitrail de Louis Balmet. C’est un monument historique inscrit[99] ;
- la villa de la Sapinière, de style classique, est en bel appareil à refends ; elle est dotée d’un porche soutenu par des colonnes ornées de rosaces[100] ;
- la villa Campecina, aux formes épurées, construite en 1912[101] ;
- la villa Javelly, construite en 1913, encadrée de deux tours, de style composite (Art nouveau, art pittoresque et italianisant)[102] ;
- la villa Laugier, construite en 1892, dont le décor date de 1904 : elle est  précédée d’un porche dorique, sous le balcon. Le décor de peintures murales s’étend dans toutes les pièces intérieures, mais aussi à l’extérieur, orné de trompe-l'œil[103].

#### Particularismes constructifs anciens
Le plâtre, nous l'avons oublié pendant une cinquantaine d'années, était utilisé en extérieur pour les enduits, les tableaux, les sur-épaisseurs décoratives, mais aussi pour monter des murs, hourder et bancher. On peut voir de nombreux exemples sur toute la vallée de l'Ubaye et aussi beaucoup à Jausiers. Le four des Magnans, restauré en 2003, a utilisé uniquement du gypse local, transformé en plâtre sur le lieu même du chantier.

### Architecture militaire

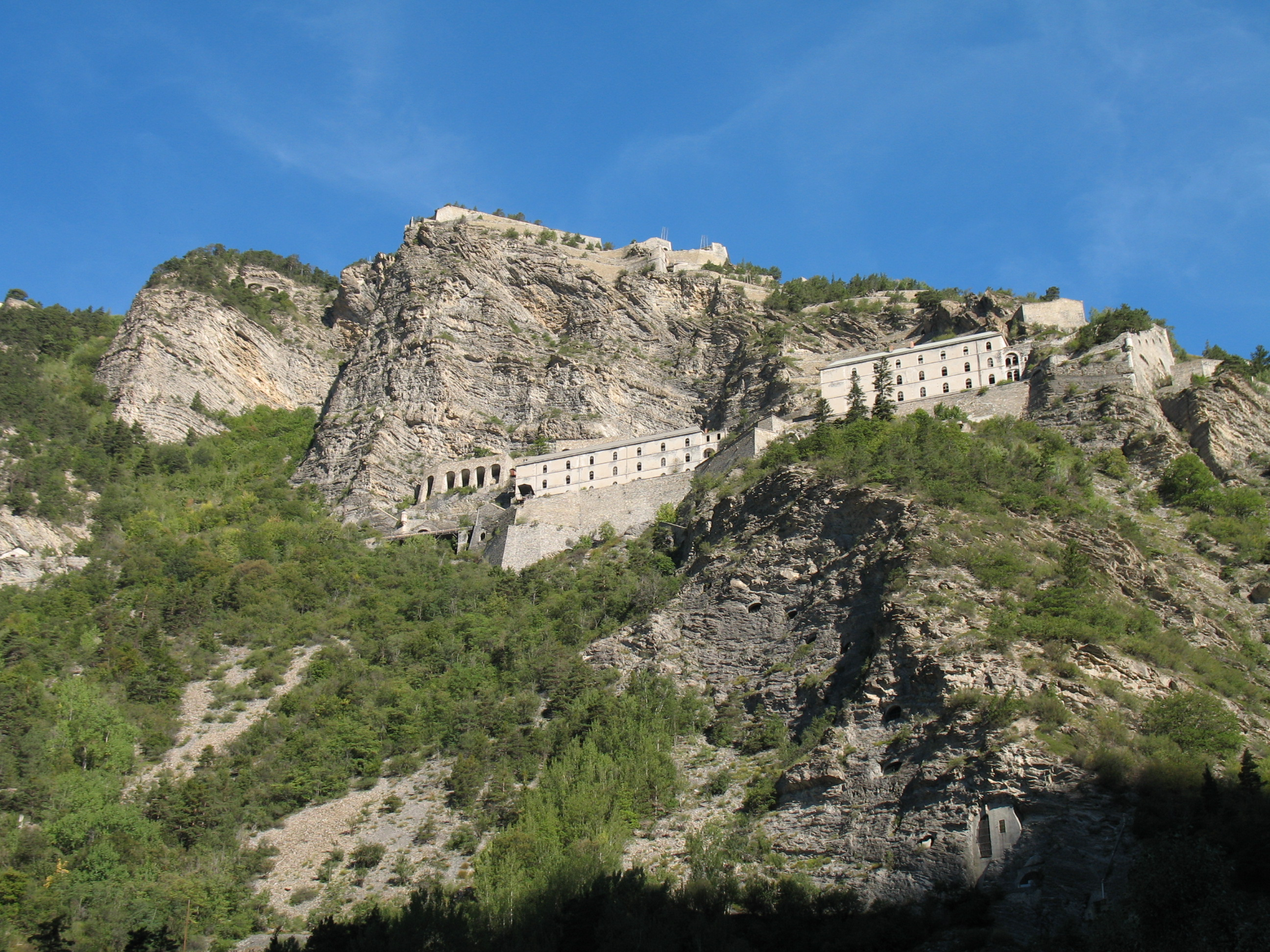
Fortification.

Deux éléments appartiennent au système Séré de Rivières :
- la batterie de Cuguret (type Séré de Rivières), est construite en 1884-1886, puis complétée par un poste optique (1889) et d’une caserne (1891). L’enceinte est rectangulaire, avec des tenailles à l’avant, et précédée d’un fossé, doté de caponnières bétonnées. La porte est défendue par un pont-levis. Le logement est assuré par des casemates voûtées. L’artillerie était placée sur un terre-plein[105] ;
- la caserne de Restefond est construite entre 1901 et 1906 à 2 793 m d’altitude[106]. Elle comprend quatre bâtiments défensifs et de logement, construits autour d’une cour centrale, et sept bâtiments utilitaires (écuries, pavillon des officiers, infirmerie, cuisine) construits en 1912-1913, plus quelques bâtiments provisoires. Les murs extérieurs des bâtiments sont crénelés et renforcés de bastionnets[107].

La ligne Maginot des Alpes a laissé plusieurs éléments, dont certains ont participé victorieusement à l’arrêt de l’offensive italienne en 1940 :
- l’ouvrage mixte de Restefond, construit de 1931 à 1935 et de 1936 à 1939[108] ;
- l’ouvrage mixte des Granges-Communes, en appui du précédent, pour abriter de l’infanterie. Construit en 1940, il est complété en 1956-1957[109] ;
- un point d’appui aux Sagnes, inachevé, commencé alors qu’un ouvrage fortifié était prévu. Il ne comporte que deux tourelles de mitrailleuses[110].

### Art religieux

#### Au chef-lieu, église paroissiale
Elle est placée sous le vocable de Saint-Jean-Baptiste et patronnée par saint Nicolas de Myre, datée du XVIIe siècle (selon Raymond Collier) ou du siècle suivant (selon les Monuments historiques), de style classique, est classée monument historique. Elle est longue de 26 m, large de 18 m. Sa nef est formée de quatre travées et haute de 18 m ; dans chaque travée, s’ouvrent deux chapelles (nord et sud). La naissance de la voûte est ornée d’une frise de denticules et de rinceaux. Les chapiteaux sont d’ordre corinthien. Le chœur est voûté d’arêtes rayonnantes. La façade occidentale est d’aspect monumental, notamment avec le fronton triangulaire et la porte ornée de rinceaux, de rosaces, de tores de lauriers. Elle possède deux cadrans qui encadrent le portail et la niche contenant la statue de saint Nicolas, datant du XVIIIe siècle et restaurés en 1993.
Elle comporte neuf autels, avec neuf retables, datables du XVIIe au XIXe siècle :
- le maître autel est en marbre sculpté, avec notamment une statue de saint Nicolas de Myre encadrée de prêtres, une Nativité pastorale, peinte au XVIIIe siècle, des statues de saint Pierre et saint Paul ;
- les autels des chapelles ont des retables également sculptés : 
  - du côté nord, de l’entrée vers le chœur : sainte Anne, peinture du XVIIIe siècle ; autel en bois du XIXe siècle, et sculpture de saint Antoine l'Ermite ; autel en bois peint et doré, du début du XIXe siècle, avec une Vierge à l’Enfant, accompagnée des saints Jacques, Laurent sur le gril ; autel gothique du XIXe siècle, orné d’un tableau de Saint-Jean-Baptiste (1605) ;
  - du côté sud : autel en bois peint et doré, orné de rinceaux, avec une Donation du rosaire ; autel en bois doré et peint, composite (VIIe – XIXe siècles), avec un tableau rassemblant les Âmes du Purgatoire, la Vierge à l’Enfant et saint Joseph à la fleur de lys ; autel en bois peint, du XIXe siècle, avec une Annonciation ; le dernier autel, en pierre sculptée, est orné d’un saint Blaise (XVIIe siècle), reconnaissable à l’ange qui lui présente un peigne à carder[114].

La chaire, en bois est soutenue par un ange et ornée de rinceaux.

#### Au chef-lieu, chapelle de la confrérie des pénitents blancs
La chapelle de la confrérie des pénitents blancs se trouve dans la rue principale, en plein cœur du centre, côté sud, imbriquée entre deux maisons. Désacralisée vers 1995, elle sert maintenant aux activités culturelles. La confrérie avait été créée en 1641 (1620, plus ancienne et plus grande est celle de Saint-Paul-sur-Ubaye). C'est du hameau de Lans que cette idée de la création de la confrérie est née.[réf. nécessaire] Le contexte était alors à la redynamisation catholique qu'on nomme maintenant « la Contre-réforme ». Elle prenait en Ubaye un caractère particulier avec de très vives tensions. Sous l'impulsion du pouvoir Savoyard et refusant très souvent d'abjurer, les protestants furent quasiment chassés en 1634, anticipant ainsi les départs en Dauphiné à la suite de la révocation de l'édit de Nantes de 1685.
Une étude a été publiée en 1993. La confrérie se place sous le vocable de « Notre-Dame-de-Gonfalon de Rome ». Premier recteur Pierre Fortoul ; Vice-recteur Jean Reynaudy (notaire). L'étude des premiers participants montre une petite dominante de notables, mais toutes les populations sont représentées. En 1645, ils bâtissent la chapelle. Elle est incendiée en 1691 par les troupes françaises. Guerre de la Ligue d'Augsbourg de 1688 à 1697. La répression contre les protestants catalyse un sentiment anti-français). Elle est restaurée entre 1698 et 1700.

#### Autres
- L’église (autrefois paroissiale) des Sanières, placée sous le vocable de saint Sébastien, est construite en 1832[117],

.
- L’église (autrefois paroissiale) de Lans est placée sous le vocable de l’Annonciation selon l’Atlas historique[42] et de Notre-Dame-du-Bois[118].
- Un pèlerinage a lieu sur la montagne de Notre-Dame-des-Prés-Hauts, vers une chapelle isolée en pleine montagne[118].
- Chapelles des écarts (certaines ont disparu) [118] :
- la chapelle Saint-Jacques au hameau du Serret, à Lans ;
- chapelle au Serre de Lans ;
- chapelle Saint-Antoine à la Chalanette, sur le même versant ;
- chapelle Saint-Sébastien à la Frache ;
- chapelle au Forest-Haut ;
- chapelle aux Davids-Hauts ;

Église Saint-Nicolas de Myre
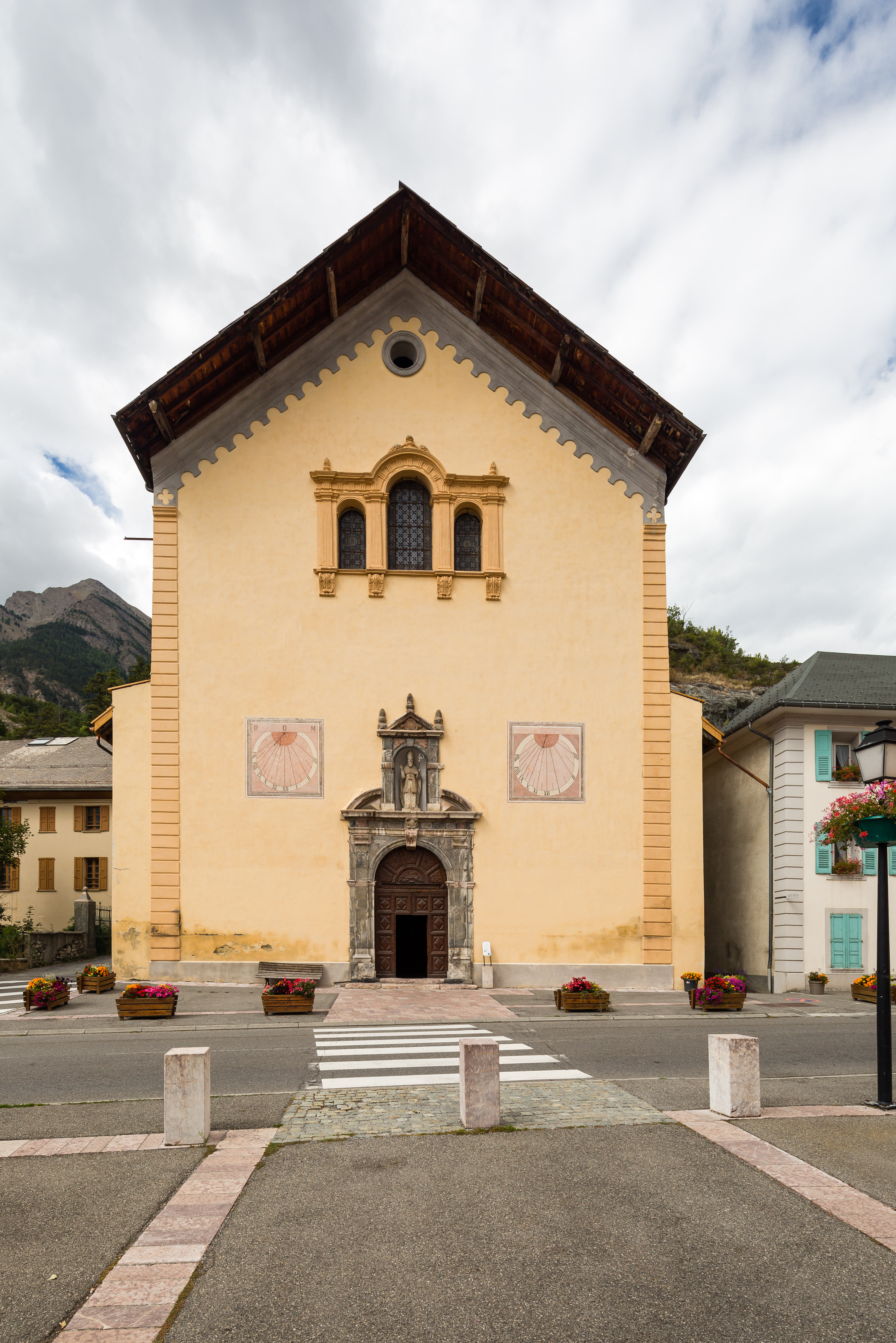
La façade.
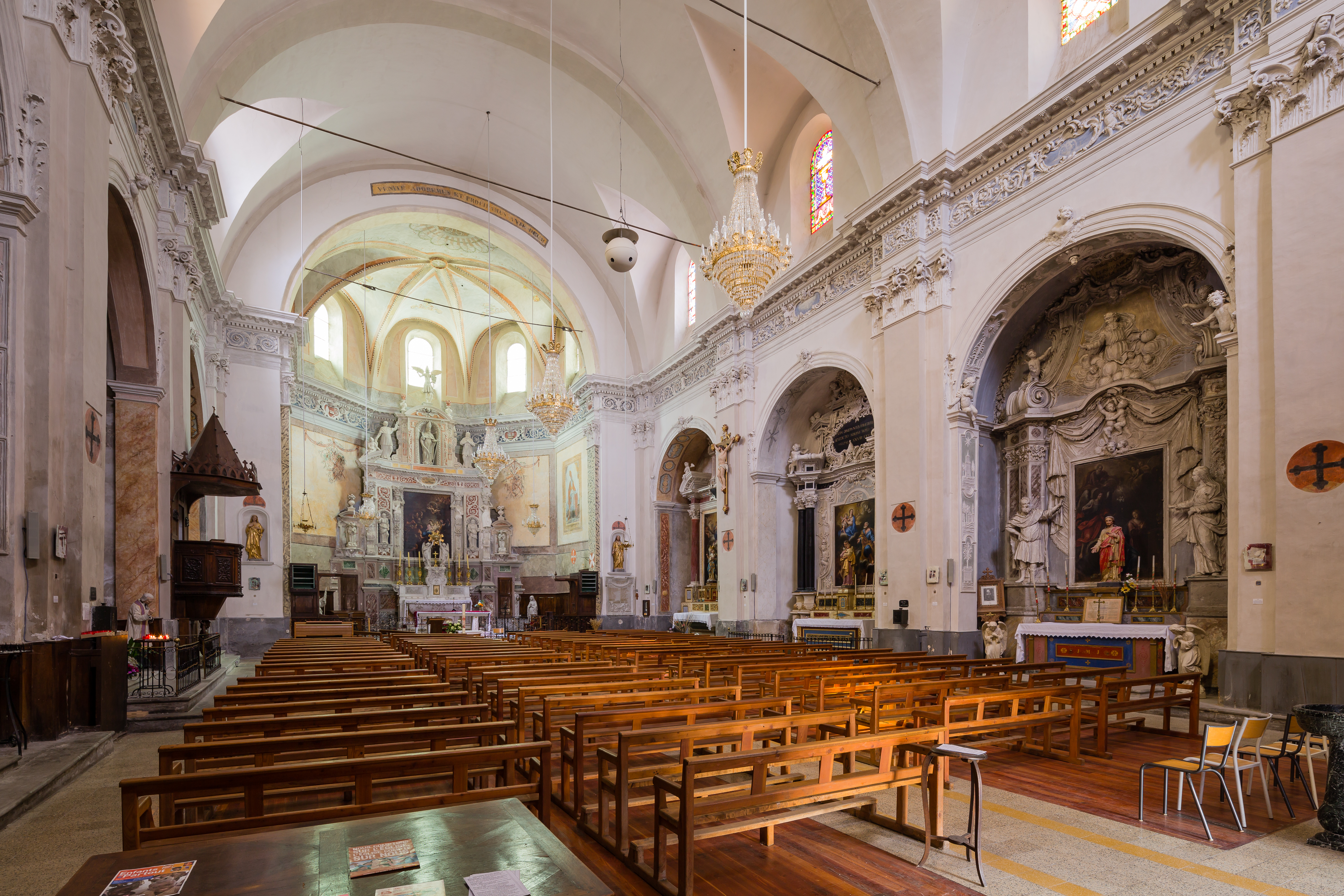
La nef.
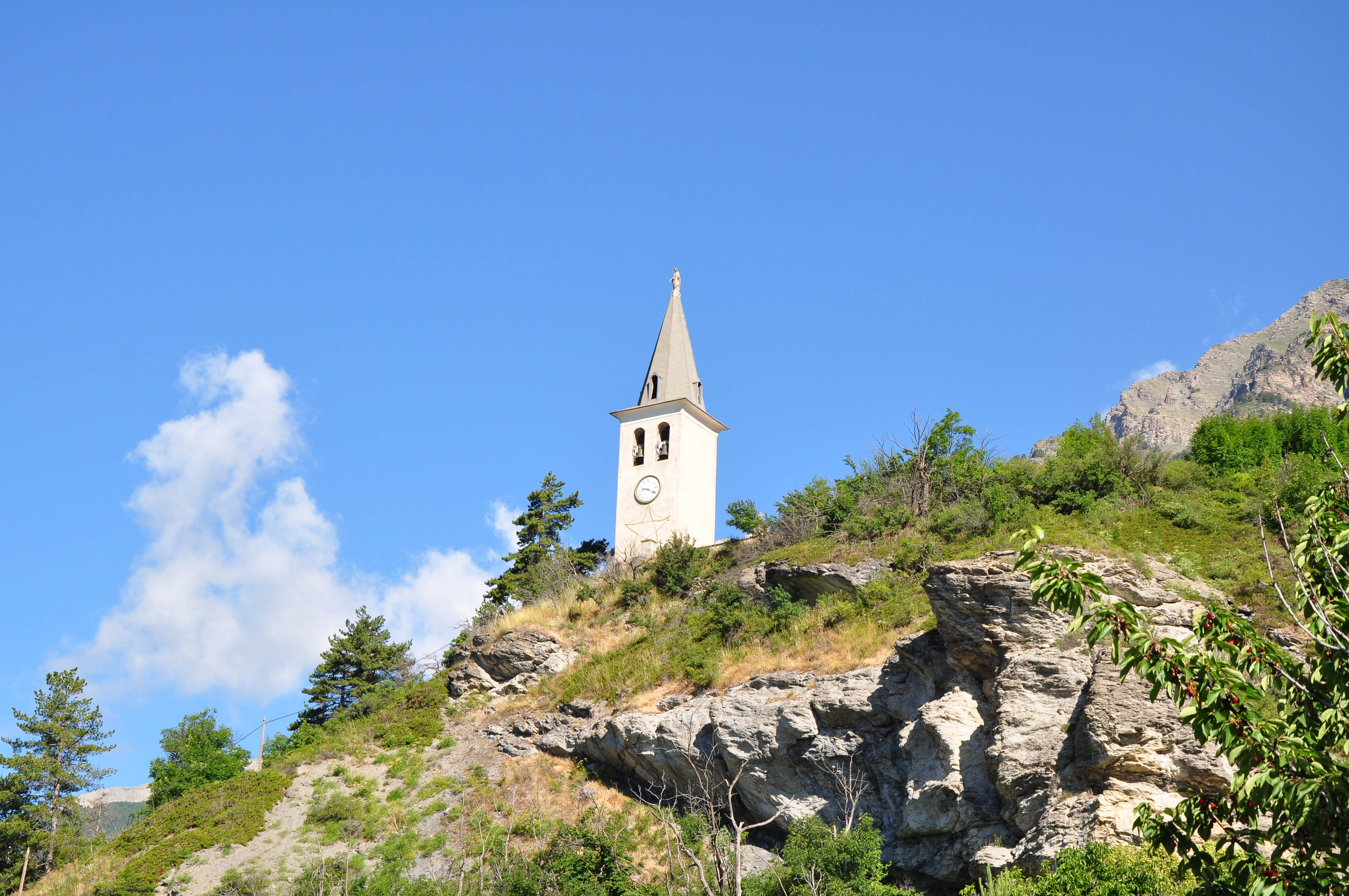
Le campanile.
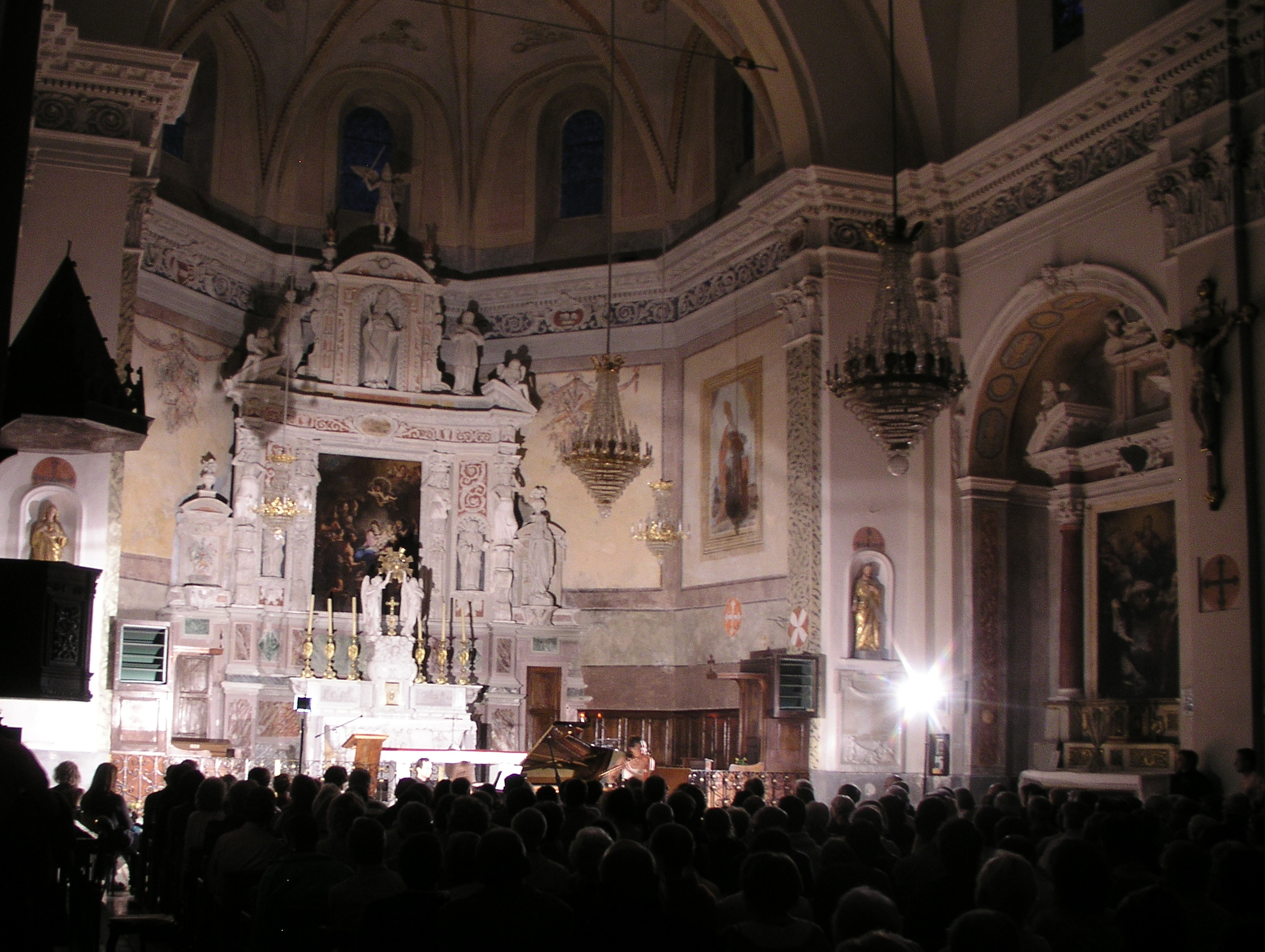
Évènement musical (flûte et piano).
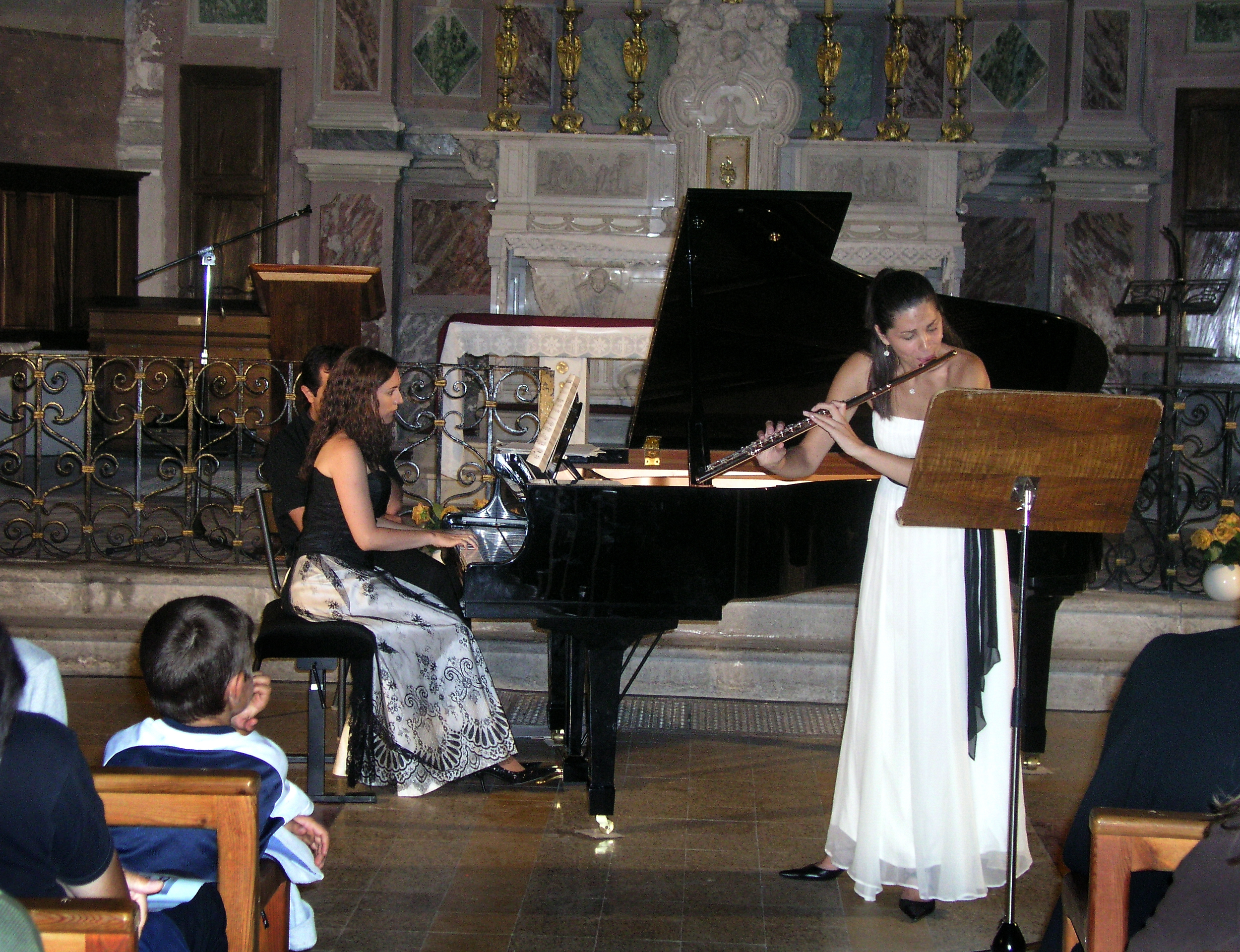
Delphine Mocochain à la flûte traversière le 1er août 2008.

### Art funéraire
Le cimetière contient plusieurs tombeaux ornés par un artiste anonyme.

### Musées
- Musée de l'Eau
- Musée de la vallée.

### Activités sportives et de loisirs
Plusieurs sites naturels et équipements permettent de pratiquer différents sports dans la commune de Jausiers. Des navettes gratuites permettent d'accéder à tous les sites de la vallée. Les activités praticables à Jausiers sont :
- Petite, grandes randonnées, escalade ;
- Vélo routier (col de Restefond) ;
- Auto et moto grand tourisme ;
- VTT (long parcours, chemins aménagés) ;
- Canoé et rafting: 52 kilomètres et 60 rapides. L'Ubaye est une belle (mais dangereuse!) rivière de France pour les sports d’eau vive : pas de barrage hydroélectrique, un débit naturel, un dénivelé navigable de 690 m pour 52 km. Elle reste la seule à proposer toutes les classes de rapides, de la classe I à la classe VI. Les pratiquants de sports d’eau vive, kayakistes, rafteurs et nageurs sont unanimes sur la liberté, la beauté et la variété de l’Ubaye. De mai à septembre, l’Ubaye bouillonne, elle s’offre à toutes les pratiques ;
- Chasse - Pêche - Cueillettes ;
- Quad et 4x4 ;
- Vole-à-voile : Si le décollage se pratique à l'aérodrome de Saint-Pons, c'est sur Jausiers que les spécialistes reconnaissent les obstacles encadrant les gorges amont de L'Ubaye (entre Pointe-fine et Cuguret-Siguret), la meilleure pompe de thermiques ascendants d'Europe.

#### Pratiques hivernales
En hiver, à Jausiers et dans les montagnes alentour, il est possible de pratiquer :
- le chien de traîneau ;
- le ski de fond, dont un parcours se situe dans le parc du Mercantour ;
- la motoneige ;
- le ski alpin dans 4 stations.

#### Pratiques estivales aménagées et encadrées
- Équitation.
- L'espace du « Plan d'eau » est un espace de loisirs très complet avec de nombreuses activités praticables comportant aussi un lieu de restauration-bar. Il est en régie municipale.
- Baignade surveillée (espace balisé enfant et grand lac).
- Parcours aérien dans les arbres pour enfants et préadolescents grimpe d'arbres.
- Jeux aménagés pour très jeunes enfants.
- 2 courts de tennis goudronnés.
- 1 grand mur d'escalade (avec 5 voies) aménagé pour l'initiation et l'entrainement.
- 2 terrains de volley-ball.

### Espaces naturels

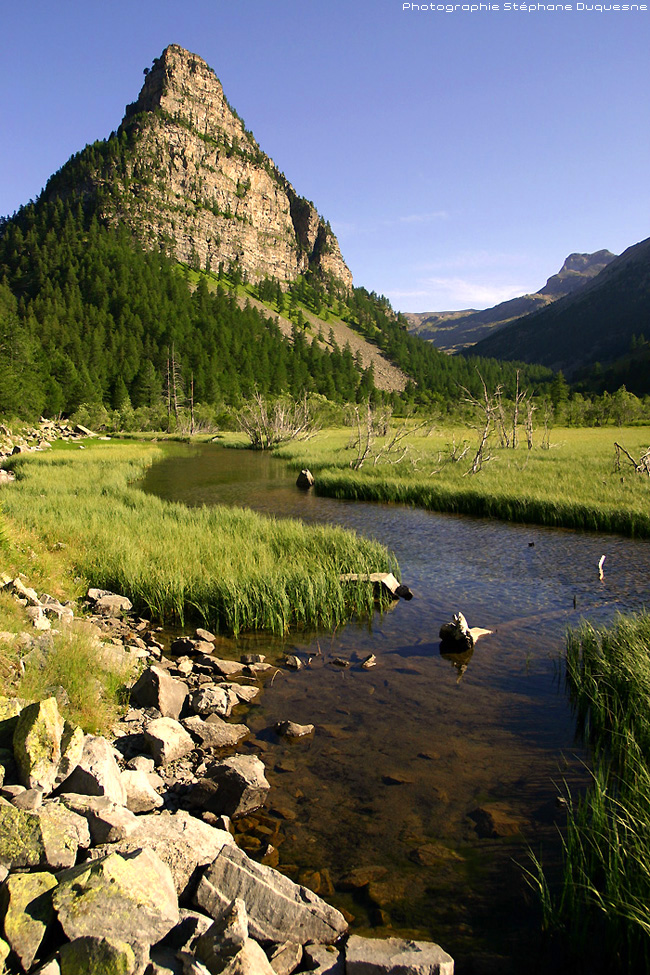
Tour des Sagnes.

- Vallon du Pis (route de Restefond, au pied du Jas du Chamois). Belle cascade. De là, on peut atteindre un promontoire — La Sea — dominant Jausiers, reconnaissable grâce à sa forme en encoche et à sa croix de La Sea. Il faut compter environ 30 minutes de marche en partant de la route.
- Lac, cascades et vallon de Terres Pleines (riches, fertiles).
- Alpages des Prés Hauts (départ : Lans)
- Massif de Pointe Fine
- Tour des Sagnes (montagne en forme de tour, dans le vallon du même nom. Environ 2 h de marche pour un randonneur moyen, en passant par le « Grand Bois », mais accès possible en voiture l'été.)

### Cadrans solaires
Sur l’ancienne caserne, un cadran solaire date du XVIIIe siècle, sans légende ; sur la maison Caire, le cadran datait de 1739, mais a disparu ; sur la maison Bosc, le cadran, représentant un paon (symbole d’immortalité) peint sur une ardoise, date de 1842, avec la devise « Ibit homo in domum aeternitatis suae », (en latin : l’homme ira dans la demeure de son éternité).
Aux Sanières, les cadrans sont tous exceptionnels :
- un datant du XVIIIe siècle, restauré en 1993 ;
- celui de la maison Graugnard, qui date de 1821, est représenté sous un rideau de théâtre peint ;
- le plus récent date de 1995, et porte la devise « Je ne compte que les heures heureuses »[121].

Aux Mathis, un cadran date de 1739.

## Personnalités liées à la commune
- Les frères Arnaud ;
- Honoré Audiffred (1840-1917), homme politique, maire de Saint-Pierre-la-Noaille de 1900 à 1912, député de la Loire puis sénateur de la Loire.
- Jean Caire (1855-1935), artiste peintre, né et mort dans la commune.
- Philippe Blatter (1949-2024), ancien militaire, fondateur de la voie de l'inconscient, a habité dans la commune.

## Jumelages
- Arnaudville (États-Unis) depuis le 1er octobre 1995 (en Louisiane)